# ФК «Олимпик Марсель» в сезоне 2022/2023
Сезон 2022/23 — 117-й сезон для марсельского «Олимпика» в чемпионате Франции, а также 27-й подряд сезон, который клуб проводит в высшем дивизионе французского футбола.
Перед началом сезона у команды изменился главный спонсор: вместо Uber Eats на футболках появился логотип Cazoo. 
В этом сезоне команду возглавил хорватский тренер Игор Тудор, который сменил на этом посту аргентинского специалиста Хорхе Сампаоли.
По результатам летнего трансферного окна игроками «Марселя» стали: вратарь Пау Лопес; защитники Шансель Мбемба, Жонатан Клосс, Самюэль Жиго; полузащитники Маттео Гендузи и Жордан Верету; нападающие Аркадиуш Милик, Дженгиз Ундер, Луис Суарес и Алексис Санчес.
Помимо участия в чемпионате команда выступает в Кубке Франции и Лиге чемпионов.

## Клуб

### Тренерский штаб
| Должность                               | Имя             |
| --------------------------------------- | --------------- |
| Главный тренер                          | Игор Тудор      |
| Ассистент главного тренера              | Хари Вукас      |
| Тренеры по физподготовке                | Карло Спиньоли  |
| Тренеры по физподготовке                | Марио Ротондале |
| Тренер вратарей                         | Хон Паскуа      |
| Главный тренер резервной команды        | Ян Даниэлу      |
| Ассистент гл. тренера резервной команды | Лассад Хасни    |
| Ассистент гл. тренера резервной команды | Максанс Флаше   |
| Главный тренер команды до 19 лет        | Микаэль Лебайиф |

### Форма
Поставщиком формы для команды начиная с сезона 2018/19 является немецкий производитель спортивных товаров PUMA. Титульным спонсором с начала сезона 2022/23 стала компания Cazoo.
Комплект домашней формы на сезон 2022/23 был представлен в июле 2022 года: белые футболки с логотипом PUMA голубого цвета (оттенок «Limoges blue»), эмблемой клуба и логотипом нового титульного спонсора команды, компании Cazoo, также синего цвета; на плечах — полосы PUMA голубого цвета, на груди — логотип ещё одного спонсора, компании Parions Sport; белые шорты с голубыми вертикальными вставками и белые гетры с голубыми горизонтальными полосками по центру. Сзади на воротнике изображён стилизованный герб города Марселя. Дизайн футболок вдохновлён золотой эрой в истории команды начала 1970-х. Дизайн с использованием ретро мотивов является отсылкой к форме команды, которая побеждала в Кубке Франции 1969, в чемпионате 1970/71, а также сделала дубль в 1972 гг.
Комплект выездной формы на сезон 2022/23 был представлен в июле 2022 года: тёмно-синего (оттенок «deep blue») цвета футболки с логотипом PUMA голубого цвета, эмблемой клуба и логотипом нового титульного спонсора команды, компании Cazoo, белого цвета; на плечах — полосы PUMA голубого цвета, на груди — логотип компании Parions Sport белого цвета; тёмно-синие шорты с голубыми вертикальными вставками и тёмно-синие гетры с оранжевыми горизонтальными полосками по центру. Базовый рисунок футболки является отсылкой к домашнему стадиону команды «Оранж Велодром» — добавлен с помощью небольших штрихов.
Домашняя форма
| Домашняя · 0 |

Выездная форма
| Выездная · 0 |

Резервная форма
| Резервная · 0 |

## Состав
| 1  | Флаг Камеруна             | Вр  | Симон Нгапандуэтнбу | 2003 |  |  |  |  |
| 16 | Флаг Испании              | Вр  | Пау Лопес           | 1994 |  |  |  |  |
| 36 | Флаг Испании              | Вр  | Рубен Бланко        | 1995 |  |  |  |  |
|    |                           |     |                     |      |  |  |  |  |
| 3  | Флаг Кот-д’Ивуара         | Защ | Эрик Байи           | 1994 |  |  |  |  |
| 4  | Флаг Франции              | Защ | Самюэль Жиго        | 1993 |  |  |  |  |
| 5  | Флаг Аргентины            | Защ | Леонардо Балерди    | 1999 |  |  |  |  |
| 7  | Флаг Франции              | Защ | Жонатан Клосс       | 1992 |  |  |  |  |
| 18 | Флаг Франции              | Защ | Исаак Туре          | 2003 |  |  |  |  |
| 23 | Флаг Боснии и Герцеговины | Защ | Сеад Колашинац      | 1993 |  |  |  |  |
| 29 | Флаг Буркина-Фасо         | Защ | Исса Каборе         | 2001 |  |  |  |  |
| 30 | Флаг Португалии           | Защ | Нуну Тавариш        | 2000 |  |  |  |  |
| 99 | Флаг ДР Конго             | Защ | Шансель Мбемба      | 1994 |  |  |  |  |

| 6  | Флаг Франции  | ПЗ  | Маттео Гендузи                 | 1999 |  |  |  |  |
| 8  | Флаг Бразилии | ПЗ  | Жерсон                         | 1997 |  |  |  |  |
| 10 | Флаг Франции  | ПЗ  | Димитри Пайет (капитан)        | 1987 |  |  |  |  |
| 21 | Флаг Франции  | ПЗ  | Валантен Ронжье (вице-капитан) | 1994 |  |  |  |  |
| 22 | Флаг Сенегала | ПЗ  | Пап Гейе                       | 1999 |  |  |  |  |
| 27 | Флаг Франции  | ПЗ  | Жордан Верету                  | 1993 |  |  |  |  |
| 77 | Флаг Марокко  | ПЗ  | Амин Арит                      | 1997 |  |  |  |  |
|    |               |     |                                |      |  |  |  |  |
| 11 | Флаг Колумбии | Нап | Луис Суарес                    | 1997 |  |  |  |  |
| 12 | Флаг Сенегала | Нап | Бамба Дьенг                    | 2000 |  |  |  |  |
| 17 | Флаг Турции   | Нап | Дженгиз Ундер                  | 1997 |  |  |  |  |
| 70 | Флаг Чили     | Нап | Алексис Санчес                 | 1988 |  |  |  |  |

### Игроки в аренде
| №  |                           | Поз. | Имя                                                  | Год рождения |
| -- | ------------------------- | ---- | ---------------------------------------------------- | ------------ |
| 30 | Соединённые Штаты Америки | Нап  | Конрад де ла Фуэнте (в «Олимпиакос» до 30 июня 2023) | 2001         |
| 29 | Испания                   | Защ  | Поль Лирола (в «Эльче» до 30 июня 2023)              | 1997         |
| —  | Нидерланды                | ПЗ   | Кевин Стротман (в «Дженоа» до 30 июня 2023)          | 1990         |
| 9  | Польша                    | Нап  | Аркадиуш Милик (в «Ювентус» до 30 июня 2023)         | 1990         |

| №  |              | Поз. | Имя                                               | Год рождения |
| -- | ------------ | ---- | ------------------------------------------------- | ------------ |
| —  | Марокко      | ПЗ   | Уссама Таргаллин (в «Аланьяспор» до 30 июня 2023) | 2002         |
| —  | Сербия       | ПЗ   | Неманя Радонич (в «Торино» до 30 июня 2023)       | 1996         |
| —  | Бразилия     | ПЗ   | Луис Энрике (в «Ботафого» до 30 июня 2023)        | 2001         |
| 19 | Флаг Франции | Защ  | Джордан Амави (в «Хетафе» до 30 июня 2023)        | 1994         |

## Трансферы

### Пришли в клуб
| Дата            | Поз. | Футболист      | Из клуба       | Сумма     | Ист.   |
| --------------- | ---- | -------------- | -------------- | --------- | ------ |
| 1 июля 2022     | Вр   | Пау Лопес      | Рома           | €12 млн   | [ 13 ] |
| 1 июля 2022     | ПЗ   | Маттео Гендузи | Арсенал        | €11 млн   | [ 14 ] |
| 1 июля 2022     | Нап  | Дженгиз Ундер  | Рома           | €8,4 млн  | [ 15 ] |
| 1 июля 2022     | Нап  | Аркадиуш Милик | Наполи         | €8 млн    | [ 16 ] |
| 1 июля 2022     | ПЗ   | Самюэль Жиго   | Спартак Москва | €0,5 млн  | [ 17 ] |
| 1 июля 2022     | Защ  | Исаак Туре     | Гавр           | €5,5 млн  | [ 18 ] |
| 15 июля 2022    | Защ  | Шансель Мбемба | Порту          | бесплатно | [ 19 ] |
| 20 июля 2022    | Защ  | Жонатан Клосс  | Ланс           | €9 млн    | [ 20 ] |
| 20 июля 2022    | Нап  | Луис Суарес    | Гранада        | €10 млн   | [ 21 ] |
| 5 августа 2022  | ПЗ   | Жордан Верету  | Рома           | €11 млн   | [ 22 ] |
| 10 августа 2022 | Нап  | Алексис Санчес | Интернационале | бесплатно | [ 23 ] |

### Ушли из клуба
| Дата             | Поз. | Футболист        | В клуб      | Сумма     | Ист.          |
| ---------------- | ---- | ---------------- | ----------- | --------- | ------------- |
| 1 июля 2022      | ПЗ   | Бубакар Камара   | Астон Вилла | бесплатно | [ 24 ]        |
| 1 июля 2022      | Защ  | Люка Перрен      | Страсбур    | €1,5 млн  |               |
| 6 июля 2022      | Вр   | Стив Манданда    | Ренн        | бесплатно | [ 25 ]        |
| 29 июля 2022     | Защ  | Луан Перес       | Фенербахче  | €5,2 млн  | [ 26 ]        |
| 1 августа 2022   | Защ  | Альваро Гонсалес | Ан-Наср     | бесплатно | [ 27 ]        |
| 1 сентября 2022  | Защ  | Дуе Чалета-Цар   | Саутгемптон | €10 млн   | [ 28 ]        |
| 16 сентября 2022 | Защ  | Седрик Бакамбу   | Олимпиакос  | €8 млн    | [ 29 ] [ 30 ] |

### Взяты в аренду
| Начало аренды   | Окончание аренды | Поз. | Футболист    | Из клуба          | Ист.   |
| --------------- | ---------------- | ---- | ------------ | ----------------- | ------ |
| 20 июля 2022    | 30 июня 2023     | Вр   | Рубен Бланко | Сельта            | [ 31 ] |
| 23 июля 2022    | 30 июня 2023     | Защ  | Нуну Тавариш | Арсенал           | [ 32 ] |
| 17 августа 2022 | 30 июня 2023     | Зщ   | Исса Каборе  | Манчестер Сити    | [ 33 ] |
| 24 августа 2022 | 30 июня 2023     | Зщ   | Эрик Байи    | Манчестер Юнайтед | [ 34 ] |
| 1 сентября 2022 | 30 июня 2023     | ПЗ   | Амин Арит    | Шальке 04         | [ 35 ] |

### Отправлены в аренду
| Начало аренды   | Окончание аренды | Поз. | Футболист           | В клуб     | Ист.   |
| --------------- | ---------------- | ---- | ------------------- | ---------- | ------ |
| 7 июля 2022     | 30 июня 2023     | ПЗ   | Неманя Радонич      | Торино     | [ 10 ] |
| 22 июля 2022    | 30 июня 2023     | Нап  | Луис Энрике         | Ботафого   | [ 11 ] |
| 1 августа 2022  | 30 июня 2023     | ПЗ   | Уссама Таргаллин    | Аланьяспор | [ 9 ]  |
| 12 августа 2022 | 30 июня 2023     | Защ  | Поль Лирола         | Эльче      | [ 36 ] |
| 13 августа 2022 | 30 июня 2023     | Нап  | Конрад де ла Фуэнте | Олимпиакос | [ 37 ] |
| 24 августа 2022 | 30 июня 2023     | ПЗ   | Кевин Стротман      | Дженоа     | [ 38 ] |
| 26 августа 2022 | 30 июня 2023     | Нап  | Аркадиуш Милик      | Ювентус    | [ 39 ] |
| 1 сентября 2022 | 30 июня 2023     | Защ  | Джордан Амави       | Хетафе     | [ 12 ] |

### Продление контрактов
| Дата             | Дата продления | Поз. | Футболист       | Ист. |
| ---------------- | -------------- | ---- | --------------- | ---- |
| 20 сентября 2022 | 30 июня 2026   | ПЗ   | Валантен Ронжье | .    |

Источники: Ligue 1 и L’Équipe

## Перед началом сезона
В марте 2022 года стало известно, что команды с 1 июля будет новый главный спонсор: вместо Uber Eats на футболках появился логотип Cazoo. 4 июля 2022 года клуб объявил о назначении хорватского специалиста Игора Тудора на пост главного тренера команды, с которым был заключён двухлетний контракт.
Летнее трансферное окно во Франции открылось 10 июня и закрылось 1 сентября 2022 года.
11 августа «Марсель» заключил двухлетний контракт с чилийским нападающим Алексисом Санчесом, перешедшего в клуб в качестве свободного агента. В последний день трансферного окна был взят в аренду марокканский полузащитник Амин Арит из «Шальке 04», выступавший уже за команду на правах аренды в предыдущем сезоне 2021/22.
Ряд игроков покинул команду в качестве свободных агентов. 1 июля в качестве свободного агента команду покинул полузащитник Бубакар Камара. 6 июля клуб объявил, что по взаимному согласию стороны расторгли контракт c капитаном клуба, вратарём Стивом Манданда, проведшего за команду 613 матчей (клубный рекорд). 1 сентября за 10 млн евро в клуб английской Премьер-лиги «Саутгемптон» был продан хорватский защитник Дуе Чалета-Цар, выступавший в команде с июля 2018 года. В тот же день защитник Джордан Амави на правах аренды перешёл в испанский клуб «Хетафе».

## Предсезонные и товарищеские матчи
Первую тренировку под руководством Игоря Тудора команда провела 4 июля на поле тренировочного центра Робера Луи-Дрейфуса.
23 июня 2022 года была опубликована программа предсезонного турне «Марселя» в рамках подготовки к сезону 2022/23. В рамках этого турне команда провела матчи в Бельгии и Франции, где сыграла с «Мариньян» и «Норвич Сити». Затем «Марсель» провёл товарищеские матчи в Англии против «Мидлсбро» — 22 июля, а 27 июля — против «Реал Бетис». 28 июля команда провела последнюю тренировочную сессию в Великобритании на поле «Сент-Джордж-парка» перед возвращением в Марсель. 31 июля турне завершилось матчем в Марселе на «Оранж Велодром» против «Милана».
В предсезонное турне отправились: Рубен Бланко, Симон Нгапандуэтнбу (вратари); Нуну Тавариш, Самуэль Жиго, Шансель Мбемба, Исаак Туре, Леонардо Балерди, Якин Ммади, Дуе Чалета-Цар, Поль Лирола, Жонатан Клосс Сеад Колашинац (защитники); Маттео Гендузи, Валантен Ронжье, Пап Гейе, Бартуг Элмаз, Жерсон, Дженгиз Ундер (полузащитники); Конрад де ла Фуэнте, Салим Бен Сегир, Аркадиуш Милик, Седрик Бакамбу, Луис Суарес, Бамба Дьенг, Димитри Пайет (нападающие).
 Победа
 Ничья
 Поражение
| 13 июля 2022 Товарищеский матч | Олимпик Марсель                       | 4:1     | Мариньян   | Англер, Бельгия                 |
| 19:00 CEST (UTC+2)             | - Бакамбу 27′ - Дьенг 53′, 83′, 90+1′ | (отчёт) | - Наги 48′ | Стадион: «SL16 Football Campus» |

| 16 июля 2022 Товарищеский матч | Олимпик Марсель | 0:3     | Норвич Сити                                        | Фос-сюр-Мер, Франция     |
| 18:00 CEST (UTC+2)             |                 | (отчёт) | - Сёренсен 9′ - Рашица 41' - Хьюгилл 60′, 86′, 49' | Стадион: «Стад Парсемен» |

| 22 июля 2022 Товарищеский матч | Мидлсбро                   | 2:0     | Олимпик Марсель | Мидлсбро, Англия     |
| 19:00 BST (UTC+1)              | - Джонс 51′ - Тавернье 72′ | (отчёт) |                 | Стадион: «Риверсайд» |

| 27 июля 2022 Товарищеский матч | Реал Бетис                               | 1:1              | Олимпик Марсель                        | Честерфилд, Англия        |
| 19:00 BST (UTC+1) | - Миранда 27' - Родри 90′ - Хоакин 90+3' | (отчёт L’Équipe) | - Туре 18' - Милик 87′ - Гендузи 90+3' | Стадион: «Тэкник стэдиум» |
| Олимпик Марсель: (3-4-3): Бланко (Лопес, 46', Нгапандуэтнбу, 69') - Туре (Балерди, 63'), Жиго (Чалета-Цар, 70'), Мбемба - Ронжье, Гендузи, Гейе (Жерсон, 64'), Клосс - Пайет (к) (Бакамбу, 64'), Суарес (Милик, 63'), Ундер (Лирола, 80'). |                                          |                  |                                        |                           |

| 31 июля 2022 Товарищеский матч | Олимпик Марсель              | 0:2              | Милан                                             | Марсель, Франция                                               |
| 18:00 CEST (UTC+2) | - Гендузи 40' - Туре 77' 78' | (отчёт L’Équipe) | - Мессиас 11′ - Жиру 28′ - Ребич 40' - Тонали 53' | Стадион: «Оранж Велодром» Зрителей: 64 000 Судья: Матьё Вернис |
| Олимпик Марсель: (3-4-2-1): Бланко - Балерди, Жиго (Туре, 72'), Мбемба - Колашинац (Тавариш, 46'), Ронжье, Гендузи (Гейе, 46'), Клосс - Пайет (к) (Бакамбу, 121'), Жерсон - Суарес (Милик, 46'). |                              |                  |                                                   |                                                                |

## Обзор участия в турнирах
| Турнир              | Первый матч     | Последний матч | Стартовый раунд | Финальная позиция | Показатели | Показатели | Показатели | Показатели | Показатели | Показатели | Показатели | Показатели |
| Турнир              | Первый матч     | Последний матч | Стартовый раунд | Финальная позиция | И          | В          | Н          | П          | МЗ         | МП         | РМ         | % побед    |
| ------------------- | --------------- | -------------- | --------------- | ----------------- | ---------- | ---------- | ---------- | ---------- | ---------- | ---------- | ---------- | ---------- |
| Лига 1              | 7 августа 2022  | 3 июня 2023    | 1 тур           | 3-е               | 38         | 22         | 7          | 9          | 67         | 40         | +27        | 057,89     |
| Кубок Франции       | 7 января 2023   | 1 марта 2023   | 1/64            | 1/4               | 4          | 3          | 1          | 0          | 7          | 3          | +4         | 075,00     |
| Лига чемпионов УЕФА | 7 сентября 2022 | 1 ноября 2022  | Групповой этап  |                   | 6          | 2          | 0          | 4          | 8          | 8          | +0         | 033,33     |
| Итого               | Итого           | Итого          | Итого           | Итого             | 48         | 27         | 8          | 13         | 82         | 51         | +31        | 056,25     |

## Чемпионат Франции
«Олимпик Марсель» начал сезон домашней игрой против «Реймса».

### Турнирная таблица
| Поз | Команда             | И  | В  | Н  | П  | МЗ | МП | РМ  | О  | Квалификация или выбывание          |
| --- | ------------------- | -- | -- | -- | -- | -- | -- | --- | -- | ----------------------------------- |
| 1   | Пари Сен-Жермен (Ч) | 38 | 27 | 4  | 7  | 89 | 40 | +49 | 85 | Групповой этап Лиги чемпионов УЕФА  |
| 2   | Ланс                | 38 | 25 | 9  | 4  | 68 | 29 | +39 | 84 | Групповой этап Лиги чемпионов УЕФА  |
| 3   | Олимпик Марсель     | 38 | 22 | 7  | 9  | 67 | 40 | +27 | 73 | 3-й квал. раунд Лиги чемпионов УЕФА |
| 4   | Ренн                | 38 | 21 | 5  | 12 | 69 | 39 | +30 | 68 | Групповой этап Лиги Европы УЕФА     |
| 5   | Лилль               | 38 | 19 | 10 | 9  | 65 | 44 | +21 | 67 | Раунд плей-офф Лиги конференций     |

### Статистика выступлений в Лиге 1
| Итого | Итого | Итого | Итого | Итого | Итого | Итого | Итого | Дома | Дома | Дома | Дома | Дома | Дома | На выезде | На выезде | На выезде | На выезде | На выезде | На выезде |
| И     | О     | В     | Н     | П     | МЗ    | МП    | РМ    | В    | Н    | П    | МЗ   | МП   | РМ   | В         | Н         | П         | МЗ        | МП        | РМ        |
| ----- | ----- | ----- | ----- | ----- | ----- | ----- | ----- | ---- | ---- | ---- | ---- | ---- | ---- | --------- | --------- | --------- | --------- | --------- | --------- |
| 15    | 30    | 9     | 3     | 3     | 26    | 13    | +13   | 5    | 1    | 2    | 11   | 7    | +4   | 4         | 2         | 1         | 15        | 6         | +9        |

Last updated: 13 ноября 2022.

Источник: Ligue 1

### Результаты по турам
| Тур   | 01 | 02 | 03 | 04 | 05 | 06 | 07 | 08 | 09 | 10 | 11 | 12 | 13 | 14 | 15 | 16 | 17 | 18 | 19 | 20 | 21 | 22 | 23 | 24 | 25 | 26 | 27 | 28 | 29 | 30 | 31 | 32 | 33 | 34 | 35 | 36 | 37 | 38 |
| ----- | -- | -- | -- | -- | -- | -- | -- | -- | -- | -- | -- | -- | -- | -- | -- | -- | -- | -- | -- | -- | -- | -- | -- | -- | -- | -- | -- | -- | -- | -- | -- | -- | -- | -- | -- | -- | -- | -- |
| Поле  | Д  | В  | Д  | В  | Д  | В  | В  | Д  | В  | Д  | В  | Д  | В  | Д  | В  |    |    |    |    |    |    |    |    |    |    |    |    |    |    |    |    |    |    |    |    |    |    |    |
| Итог  | В  | Н  | В  | В  | В  | В  | В  | Н  | В  | П  | П  | П  | Н  | В  | В  |    |    |    |    |    |    |    |    |    |    |    |    |    |    |    |    |    |    |    |    |    |    |    |
| Место | 2  | 2  | 3  | 2  | 3  | 2  | 2  | 2  | 2  | 3  | 3  | 5  | 5  | 4  | 4  |    |    |    |    |    |    |    |    |    |    |    |    |    |    |    |    |    |    |    |    |    |    |    |

Последнее обновление: 13 ноября 2022 года.
Источник: Ligue 1

Поле: Д = дома; В = на выезде. Итог: Н = ничья; П = команда проиграла; В = команда выиграла; О = матч отложен.

### Матчи
Победа
 Ничья
 Поражение
17 июня 2022 года был представлен календарь матчей сезона 2022/23.

#### Август
В своём первом матче в Лиге 1 нового сезона «Марсель» принимал «Реймс». В своём дебютном в качестве главного тренера матче наставник «бело-голубых» Игор Тудор выбрал схему с расстановкой «3-4-2-1». Место в воротах занял новичок команды Рубен Бланко. Первый гол в игре на 13-й минуте был забит после того, как защитник «Реймса» Ваут Фас срезал мяч в свои ворота после прострела Жонатана Клосса. На 17-й минуте вратарь «Реймса» Патрик Пенц отразил мяч в перекладину после удара в упор от Дженгиза Ундера. На 25-й минуте после удара с лёта из-за пределов штрафной площади в исполнении капитана «Марселя» Валантена Ронжье мяч угодил в штангу. На 45+1 минуте дебютант «Олимпика» Нуну Тавариш удвоил преимущество, поразив ворота дальним ударом. На 76-й минуте вышедший на замену ещё один дебютант «Марселя» Луис Суарес забил третий гол своей команды. На 84-й игрокам Реймса удалось отыграть один мяч, когда удачно головой сыграл на добивани Фоларин Балоган. На 94-й минуте во время контратаки после прострела Седрика Бакамбу Суарес оформил свой первый дубль в футболке «Марселя», установив окончательный счёт в матче — 4:1. Выйдя за 12 минут до конца матча, Димитри Пайет провёл свой 300-й матч в составе «Марселя». Лучшим игроком матча был признан Луис Суарес.
Во втором туре Лиги 1 «Марсель» на выезде встретился с «Брестом». Команда впервые вышла на поле в новом «гостевом» комплекте форм с синими футболками. Тудор выставил идентичный состав тому, что играл в первом туре с «Реймсом». Гости открыли счёт на 38-й минуте, когда защитник Нуну Тавариш одним касанием замкнул на дальней штанге подачу от Жонатана Клосса, отличившись голом в своём втором матче кряду. Алексис Санчес дебютировал в основном составе, выйдя на замену Дженгизу Ундеру на 46-й минуте. На 61-й минуте полузащитник «Бреста» Пьер Лес-Мелу ударом с лёта из-за пределов штрафной площади (с 22 метров) сравнял счёт в матче. Нападающий хозяев Жереми Ле Дуарон дважды упустил возможность забить: на 68-й минуте мяч после его удара головой перелетел выше перекладины, а на 73-й минуте после передачи Хариса Белькебла пробил мимо. Матч закончился в ничью 1:1. «Бресту» не удается обыграть «Марсель» на домашнем стадионе «Франсис Ле Бле» с января 2012 года (1:0, а единственный мяч на счету Поля Байсса). Лучшим игроком матча был признан Харис Белькебла.
В матче третьего тура команда дома принимала «Нант». Рубена Бланко в воротах сменил Пау Лопес. В стартовом составе впервые вышел новичок команды Алексис Санчес. В первом тайме голов забито не было. Несмотря на опасные моменты у обеих команд, счёт не удалось открыть до 70-й минуты, когда защитник «Марселя» Шансель Мбемба после подачи с углового от Пайета, успешно сыграл на добивании. Этот гол стал дебютным для новичка команды в футболке «Марселя». Также центральный защитник отличается забитым голом в каждом своем сезоне начиная с 2018/19. На 77-й минуте за второе предупреждение был удален защитник «Марселя» Самуэль Жиго за нарушение в своей штрафной площади, а пенальти в ворота хозяев реализовал Людовик Блас. На 82-й минуте защитник гостей Николя Паллуа срезал мяч в свои ворота после удара головой Суареса, установив окончательный счет в матче — 2:1 в пользу «Марселя». Лучшим игроком матча был признан Димитри Пайет.
В четвёртом туре «Марсель» сыграла на выеде в матче дерби Южного побережья против «Ниццы». Счёт в игре на 10-й минуте открыл Алексис Санчес, отметившись дебютным голом за новый клуб. На 40-й минуте защитник Нуну Тавариш удвоил преимущество гостей, забив свой третий гол в сезоне. За несколько минут до окончания первого тайма подопечные Тудора забили третий гол в матче: Санчес оформил дубль, сыграв на добивании. Во втором тайме голов забито не было и матч завершился со счётом 0:3 в пользу гостей. Эта самая крупная победа «Марселя» на поле «Ниццы» с сентября 1979 года (тогда также был зафиксирован счёт 0:3). Благодаря этой победе «Марсель» второй сезон подряд набрал 10 очков в первых 4 играх чемпионата, чего не получалось сделать в предыдущих 8 сезонах, заняв по итогам тура 2-е место в Лиге 1.
В матче пятого тура «Марсель» дома принимал «Клермон». В первом тайме голов забито не было, однако мяч после ударов Валантена Ронжье и Нуну Тавариша попадал в перекладину. Счёт в игре был открыт на четвёртой минуте второго тайма, когда после навеса с углового в исполнении Димитри Пайета полузащитник «Марселя» Пап Гейе ударом головой поразил ворота соперников. Игроки «Клермона» имели возможность сравнять счёт, когда в одной атаке дважды мяч после их ударов угодил в перекладину. На 86-й минуте защитник гостей сфолил в своей штрафной на Мбемба, за что судья матча Эрик Ваттеллье назначил пенальти, однако удар Алексиса Санчеса отбил вратарь Мори Диав. Матч завершился победой «Марселя» 1:0, а вратарь Пау Лопес провёл свой второй «сухой» матч кряду. 
Лучшим игроком августа в команде был признан Нуну Тавариш, который также стал автором лучшего гола команды месяца (в ворота «Реймса»). По итогам августа «Марсель» занял 3-е место в турнирной таблице Лиги 1, а по показателю пропущенных голов (3 мяча) — 1-е место.
| 7 августа 2022 1 тур | Олимпик Марсель                                                      | 4:1                                           | Реймс         | Марсель |
| 20:45 CEST (UTC+2) | - Фас 13′ (авт.) - Нуну Тавариш 45+1′ - Жиго 59' - Суарес 76′, 90+4′ | (отчёт Лиги 1) (отчёт L’Équipe) (отчёт клуба) | - Балоган 84′ | Стадион: «Оранж Велодром» Зрителей: 62 738 Судья: Жером Бризар Помощники судьи: Александр Вьяла, Алексис Оже Видеопомощник судьи (VAR): Жереми Пиньяр Резервный судья: Аззедин Суифи Игрок матча: Луис Суарес (Марсель) |
| Олимпик Марсель: (3-4-2-1): Бланко - Балерди, Жиго, Мбемба - Нуну Тавариш, Гендузи (Бакамбу, 77'), Ронжье (к), Клосс (Колашинац, 83') - Жерсон (Пайет, 77'), Дженгиз Ундер (Верету, 61') - Милик (Суарес, 61'). |                                                                      |                                               |               | |

| 14 августа 2022 2 тур | Брест                        | 1:1                                           | Олимпик Марсель                                                        | Брест |
| 20:45 CEST (UTC+2) | - Белайли 51' - Лес-Мелу 61′ | (отчёт Лиги 1) (отчёт L’Équipe) (отчёт клуба) | - Милик 18' - Нуну Тавариш 38′ - Жерсон 57' - Ронжье 65' - Гендузи 73' | Стадион: «Франсис Ле Бле» Зрителей: 13 079 Судья: Жереми Стина Помощники судьи: Кристоф Муйссе, Франсуа Будикян Ассистент видеопомощника судьи (AVAR): Сириль Мюнье Резервный судья: Бенжамен Лепезан Игрок матча: Харис Белькебла (Брест) |
| Олимпик Марсель: (3-4-2-1): Бланко - Балерди, Жиго, Мбемба - Нуну Тавариш (Колашинац, 81'), Гендузи, Ронжье (к) (Верету, 69'), Клосс - Жерсон (Бакамбу, 69'), Дженгиз Ундер (Санчес, 46') - Милик (Пайет, 69'). |                              |                                               |                                                                        | |

| 20 августа 2022 3 тур | Олимпик Марсель                                                                         | 2:1                                           | Нант                           | Марсель |
| 21:00 CEST (UTC+2) | - Ронжье 55' - Жиго 60' 77' - Мбемба 70′ - Лопес 77' - Паллуа 82′ (авт.) - Верету 90+4' | (отчёт Лиги 1) (отчёт L’Équipe) (отчёт клуба) | - Гесанн 60' - Блас 78′ (пен.) | Стадион: «Оранж Велодром» Зрителей: 63 147 Судья: Жереми Пиньяр Помощники судьи: Жульен Обэ, Орельен Друэ Резервный судья: Александр Перро Ниль Игрок матча: Димитри Пайет (Марсель) |
| Олимпик Марсель: (3-4-2-1): Пау Лопес - Балерди (Колашинац, 65'), Жиго, Мбемба - Нуну Тавариш, Верету, Ронжье (к), Клосс - Гендузи (Пайет, 65'), Жерсон (Суарес, 54') - Алексис Санчес (Дженгиз Ундер, 65', Чалета-Цар, 85'). |                                                                                         |                                               |                                | |

| 28 августа 2022 4 тур | Ницца           | 0:3                                           | Олимпик Марсель                                   | Ницца |
| 15:00 | - Бека Бека 57' | (отчёт Лиги 1) (отчёт L’Équipe) (отчёт клуба) | - Алексис Санчес 10′, 42′ - Нуну Тавариш 37′, 71' | Стадион: «Альянц Ривьера» Зрителей: 31 418 Судья: Франсуа Летексье Помощники судьи: Сириль Мюнье, Мехди Рахмуни Видеопомощник судьи (VAR): Амид Генауи Ассистент видеопомощника судьи (AVAR): Орельен Друэ Резервный судья: Пьер Лега |
| Олимпик Марсель: (3-4-2-1): Пау Лопес - Балерди, Колашинац (Байи, 57'), Мбемба - Нуну Тавариш (Гейе, 77'), Верету, Ронжье, Клосс (Каборе, 77') - Пайет (к) (Бакамбу, 67'), Гендузи - Алексис Санчес (Суарес, 67'). |                 |                                               |                                                   | |

| 31 августа 2022 5 тур | Олимпик Марсель                                                | 1:0                                           | Клермон                  | Марсель |
| 21:00 CEST (UTC+2) | - Ронжье 43' - Гейе 48′ - Алкесис Санчес (пен.) 87' - Байи 90' | (отчёт Лиги 1) (отчёт L’Équipe) (отчёт клуба) | - Андрич 36' - Сейду 63' | Стадион: «Оранж Велодром» Зрителей: 62 763 Судья: Эрик Ваттеллье Помощники судьи: Бастьен Курбе, Тома Лишински Видеопомощник судьи (VAR): Оливье Тюаль Ассистент видеопомощника судьи (AVAR): Кристиан Гильяр Резервный судья: Микаэль Лелё |
| Олимпик Марсель: (3-4-2-1): Пау Лопес - Жиго (Балерди, 46'), Байи, Мбемба - Нуну Тавариш, Гейе (Жерсон, 74'), Ронжье (Верету, 57'), Клосс (Туре, 90+4') - Пайет (к) (Дженгиз Ундер, 58'), Гендузи - Алексис Санчес. |                                                                |                                               |                          | |

#### Сентябрь
В первом матче сентября команда на выезде встретилась с «Осером». Тудор сделал семь замен в сравнении с предыдущей игрой с «Клермоном», а в стартовом составе впервые вышли новички команды Исса Каборе и Луис Суарес. Гости открыли счёт уже на 8-й минуте, когда после удара Дженгиза Ундера мяч угодил в дальнуюю штангу, а первым на добивании успешно сыграл Жерсон. Во втором тайме в составе «Марселя» вышел Нуну Тавариш, удар которого на 66-й минуте попал в штангу ворот, а затем после добивания Алексиса Санчеса мяч отразил вратарь «Осера» Бенуа Костиль. Гости удвоили преимущество на 84-й минуте игры, когда Санчес после передачи от Гендузи в центр штрафной площади, ударом в одно касание поразил ворота соперника. Для Санчеса этот мяч стал третьим в пяти матчах. Матч завершился победой «Олимпика» со счётом 0:2. Этот сезон стал 6-м в 21 столетии, в котором «Марсель» не проиграл в стартовых 6 матчах чемпионата. Благодаря этой победе (которая стала уже 4-й подряд) команда поднялась на 2-е место в турнирной таблице, а вратарь Пау Лопес оформил свой 3-й «сухой» матч подряд. Лучшим игроком матча был признан Алексис Санчес.
В матче седьмого тура команда дома принимала «Лилль». Гости открыли счёт на 12-й минуте, когда мяч после удара Адама Унаса угодил в штангу, а Исмаили сыграл успешно на добивании. Но уже на 25-й минуте Алексис Санчес сравнял счёт в матче, забив гол после паса Дженгиза Ундера. На 61-й минуте «Марсель» вышел вперёд: Ундер разыграл стандарт, выполнив навес в штрафную площадь, где Сеад Колашинац головой скинул мяч на Самуэля Жиго, который поразил ворота гостей. Матч завершился вничью со счётом 2:1, а «Марсель» одержал 6 победу и сыграв 1 раз вничью в 7 матчах чемпионата. 19 очков в первых 7 матчах чемпионата стало лучшим стартом в истории клуба на данном этапе турнира. Лучшим игроком матча был признан Алексис Санчес.
В матче восьмого тура «Марсель» дома принимал «Ренн». Счёт в игре был открыт на 24-й минуте после автогола Маттео Гендузи, который неудачно пытался выбить мяч после прострела Амари Траоре. На 52-й минуте хозяева сравняли счёт усилиями того же Гендузи, который ударом головой замкнул навес Жордана Верету с углового. Для Гендузи этот мяч стал первым в текущем сезоне. Финальный счёт матча остался ничейным — 1:1. На этой игре прервалась 5-матчевая победная серия «Олимпика». Лучшим игроком матча был признан защитник «Ренна» Джо Родон.
В матче девятого тура команда на выезде сыграла с «Анже». Счёт в матче открыли гости на 36-й минуте, когда Жонатан Клосс после прохода с левого фланга поразил ближний угол ворот ударом от штанги, забив свой дебютный мяч в составе «Марселя». На 50-й минуте Суарес после передачи Клосса удвоил преимущество гостей. На 59-й минуте Жерсон также с передачи Клосса установил окончательный счёт — 3:0 в пользу «Олимпика». Благодаря этой победе «Марсель» продлил свою беспроигрышную серию в Лиге 1 до 10 матчей. «Олимпик» при Тудоре набрал 23 очка в девяти стартовых турах чемпионата Франции (впервые с сезона 1990/91) — это лучший результат в истории марсельцев, на один балл больше, чем набрала команда Марсело Бьелса в сезоне 2014/15. Лучшим игроком матча был признан Жонатан Клосс. 
Лучшим игроком сентября в команде был признан Алексис Санчес. Автором лучшего гола команды месяца стал Жонатан Клосс (в ворота «Анже», 30 сентября 2022).
| 3 сентября 2022 6 тур | Осер        | 0:2                                           | Олимпик Марсель                     | Осер |
| 17:00 CEST (UTC+2) | - Жубал 38' | (отчёт Лиги 1) (отчёт L’Équipe) (отчёт клуба) | - Жерсон 8′ - Санчес 84′ - Арит 90' | Стадион: «Аббе-Дешам» Зрителей: 17 025 Судья: Вилли Делажо Помощники судьи: Филипп Жанн, Эрван Финжан Видеопомощник судьи (VAR): Александр Кастро Ассистент видеопомощника судьи (AVAR): Ромен Дельпеш Игрок матча: Алексис Санчес (Марсель) |
| Олимпик Марсель: (3-4-3): Лопес - Колашинац, Балерди, Мбемба - Клосс (Тавариш, 46'), Верету, Ронжье (к), Каборе (Гейе, 66') - Жерсон (Гендузи, 58'), Суарес (Арит, 80'), Ундер (Санчес, 58'). |             |                                               |                                     | |

| 11 сентября 2022 7 тур | Олимпик Марсель                                                                | 2:1                                           | Лилль                     | Марсель |
| 21:00 | - Балерди 13' - Санчес 25′ - Гейе 49' - Жиго 56', 60′ - Туре 67' - Тавариш 71' | (отчёт Лиги 1) (отчёт L’Équipe) (отчёт клуба) | - Исмаили 12′ - Джало 77' | Стадион: «Оранж Велодром» Зрителей: 62 985 Судья: Бенуа Милло Помощники судьи: Орельен Бертомьё, Хишам Закрани Видеопомощник судьи (VAR): Юан Руинсар Ассистент видеопомощника судьи (AVAR): Арно Бар Резервный судья: Вильям Туйю Игрок матча: Алексис Санчес (Марсель) |
| Олимпик Марсель: (3-4-2-1): Лопес - Балерди (Тавариш, 27'), Жиго (Туре, 66'), Мбемба (Байи, 46') - Колашинац, Гейе, Гендузи (к), Клосс - Арит (Верету, 66'), Ундер - Санчес (Жерсон, 85'). |                                                                                |                                               |                           | |

| 18 сентября 2022 8 тур | Олимпик Марсель                                          | 1:1                                           | Ренн                                                                  | Марсель |
| 15:00 | - Гендузи 52′ - Тавариш 62' - Балерди 85' - Суарес 90+1' | (отчёт Лиги 1) (отчёт L’Équipe) (отчёт клуба) | - Траоре 7' - Дуэ 19' - Гендузи 24′ (авт.) - Гуири 44' - Сулемана 68' | Стадион: «Оранж Велодром» Зрителей: 62 753 Судья: Бенуа Бастьен Помощники судьи: Орельен Бертомьё, Хишам Закрани Видеопомощник судьи (VAR): Бенуа Мийо Ассистент видеопомощника судьи (AVAR): Николя Дано Резервный судья: Абделатиф Херраджи Игрок матча: Джо Родон (Ренн) |
| Олимпик Марсель: (3-4-2-1): Лопес - Колашинац, Балерди, Мбемба - Тавариш, Верету (Гейе, 85'), Ронжье (к), Клосс - Арит (Ундер, 73'), Гендузи (Пайет, 73') - Санчес (Суарес, 85'). |                                                          |                                               |                                                                       | |

| 30 сентября 2022 9 тур | Анже | 0:3                                           | Олимпик Марсель                       | Анже |
| 21:00 |      | (отчёт Лиги 1) (отчёт L’Équipe) (отчёт клуба) | - Клосс 35′ - Суарес 50′ - Жерсон 59′ | Стадион: «Стад Раймон Копа» Зрителей: 19 000 Судья: Йоан Амель Помощники судьи: Матьё Гросбос, Тома Люшински Видеопомощник судьи (VAR): Стефани Фраппар Ассистент видеопомощника судьи (AVAR): Гийом Дебаркадере Резервный судья: Реми Ландри Игрок матча: Жонатан Клосс (Марсель) |
| Олимпик Марсель: (3-4-3): Лопес - Жиго, Балерди (Туре, 75'), Мбемба - Клосс (Ундер, 75'), Верету, Гендузи, Каборе - Жерсон (Арит, 67'), Суарес (Дьенг, 85'), Пайет (к) (Ронжье, 67'). |      |                                               |                                       | |

#### Октябрь
В первом матче октября команда дома принимала «Аяччо». Место в воротах «Олимпика» занял Рубен Бланко, для которого эта игра стала третьей в сезоне. На 14-й минуте судья назначил пенальти в ворота «Аяччо» после ошибки Седрика Авинеля, сыгравшего рукой в своей штрафной. Пенальти реализовал капитан хозяев Димитри Пайет, для которого этот мяч стал юбилейным, 100-м забитым в Лиге 1. Но уже 24-й минуте гости отыгрались благодаря усилиям Бевика Муссити-Око. Сразу после перерыва игроки «Аяччо» вышли вперёд после автогола Леонардо Балерди, который неудачно пытался выбить мяч после навеса Юссуфа Коне. Матч закончился со счётом 1:2 в пользу «Аяччо». «Олимпик» потерпел своё первое поражение в чемпионате и уступил вторую строчку турнирной таблицы Лиги 1 «Лорьяну». Также прервалась 10-матчевая беспроигрышная серия «Олимпика» в Лиге 1. Тудор после матча сказал, что ему трудно объяснить это поражение и что команда играла, фактически, только первые 15 минут.
16 октября в матче 11-го тура Лиги 1 на «Парк де Пренс» прошло дерби «Ле Классико» против «Пари Сен-Жермен». На 35-й минуте мяч после удара Лионеля Месси со штрафного попал в перекладину. Счёт в матче был открыт в добавленное время первого тайма, когда Неймар вывел гостей вперёд ударом от дальней штанги после передачи Килиана Мбаппе. На 71-й минуте Самуэль Жиго получил красную карточку за опасный подкат против Неймара. Матч закончился со счётом 1:0 в пользу хозяев. «Олимпик» потерпел своё второе кряду поражение в чемпионате и остался на 3-й строчке в турнирной таблице. Пау Лопес совершил 8 сэйвов в этой игре, наибольшее количество среди вратарей «Олимпика» в Лиге 1 с октября 2017 года, когда у Стива Манданда было столько же (8) сэйвов в матче с «Лиллем». Лучшим игроком матча был признан нападающий «Пари Сен-Жермен» Неймар.
В матче 12-го тура команда дома принимала «Ланс». В первом тайме голов забито не было, но игроки «Олимпика» имели два голевых момента: за минуту до перерыва удар Жонатана Клосса приешлся в штангу, а Шансель Мбамба пробил прямо во вратаря «Ланса» Бриса Самба. Единственный гол в игре был забит на 78-й минуте, когда мяч после удара Давид Перейра да Кошта из-за пределов штрафной площади с 25 метров рикошетом от Леонардо Балерди перелетел через Пау Лопеса, ударившись об перекладину. Матч закончился со счётом 0:1 в пользу гостей. «Олимпик» потерпел свое третье поражение в чемпионате подряд и опустился на 5-е место в таблице, отставая от «Ланса» на 4 очка. Это также третье подряд домашнее поражение «Олимпика» от «Ланса» в последних трёх сезонах Лучшим игроком матча был признан Жонатан Клосс.
В матче 13-го тура «Олимпик» на выезде сыграл против «Страсбура». Уже на 8-й минуте Бамба Дьенг получил мяч в штрафной площади «Страсбура» после сильной передачи от Пау Лопеса и перекинул его через вратаря соперника, забив свой первый гол в сезоне. На 24-й минуте мяч после удар Дженгиза Ундера попал в штангу . На 35-й минуте преимущество гостей удвоил защитник Исса Каборе, замкнув передачу от Жонатана Клосса. Для Каборе этот мяч стал дебютным в составе «Олимпика». На 38-й минуте мяч рикошетом от Жордана Верету попал в перекладину ворота «Олимпика». На 75-й минуте после передачи Лебо Мотхиба отыграл один мяч. На 88-й минуте Лопес отметился двумя сэйвами подряд от Кевина Гамейро. Уже в добавленное время после розыгрыша углового Гамейро ударом с лёта сравнял счёт в матче — 2:2. Лучшим игроком матча был признан Пау Лопес.
Лучшим игроком октября в команде был признан Пау Лопес.
| 8 октября 2022 10 тур | Олимпик Марсель    | 1:2                                           | Аяччо                                                            | Марсель |
| 17:00 | - Пайет 14′ (пен.) | (отчёт Лиги 1) (отчёт L’Équipe) (отчёт клуба) | - Коне 10' - Муссити-Око 24′ - Балерди 46′ (авт.) - Гонсалес 85' | Стадион: «Оранж Велодром» Зрителей: 63 312 Судья: Вилли Делажод Помощники судьи: Эрван Финжан, Филипп Жанн Видеопомощник судьи (VAR): Александр Кастро Ассистент видеопомощника судьи (AVAR): Хишам Закрани Резервный судья: Арно Барт |
| Олимпик Марсель: (3-4-2-1): Бланко - Жиго, Балерди, Мбемба - Нуну Тавариш, Гейе (Верету, 45'), Ронжье, Каборе (Дьенг, 76')- Пайет (к) (Дженгиз Ундер, 56'), Жерсон (Суарес, 55') - Алексис Санчес (Арит, 55'). |                    |                                               |                                                                  | |

| 16 октября 2022 11 тур | Пари Сен-Жермен                | 1:0                                           | Олимпик Марсель | Париж |
| 20:46 | - Неймар 45+1′ - Маркиньос 72' | (отчёт Лиги 1) (отчёт L’Équipe) (отчёт клуба) | - Жиго 71'      | Стадион: «Парк де Пренс» Зрителей: 47 000 Судья: Клеман Тюрпен Помощники судьи: Николя Дано, Сириль Грингор Видеопомощник судьи (VAR): Франсуа Летексье Резервный судья: Жереми Стина Игрок матча: Неймар (Пари Сен-Жермен) |
| Олимпик Марсель: (3-4-2-1): Пау Лопес - Балерди, Байи (Жиго, 43'), Мбемба - Нуну Тавариш (Каборе, 70'), Верету (Гейе, 78'), Ронжье (к), Клосс - Арит (Дженгиз Ундер, 70'), Гендузи - Алексис Санчес (Дьенг, 78'). |                                |                                               |                 | |

| 23 октября 2022 12 тур | Олимпик Марсель                            | 0:1                                           | Ланс                                                         | Марсель |
| 21:00 | - Колашинац 14' - Ронжье 23' - Гендузи 65' | (отчёт Лиги 1) (отчёт L’Équipe) (отчёт клуба) | - Сотока 34' - Онана 38' - Айдара 50' - Перейра да Кошта 78′ | Стадион: «Оранж Велодром» Зрителей: 56 414 Судья: Бенуй Мийо Помощники судьи: Седрик Фавр, Александр Виала Видеопомощник судьи (VAR): Николя Дано Резервный судья: Николя Ранвиль Игрок матча: Жонатан Клосс (Олимпик Марсель) |
| Олимпик Марсель: (3-4-2-1): Пау Лопес - Колашинац (Гейе, 22'), Балерди, Мбемба - Нуну Тавариш, Верету, Ронжье (к), Клосс (Каборе, 80') - Арит (Дженгиз Ундер, 76'), Гендузи (Пайет, 76') - Алексис Санчес (Дьенг, 76'). |                                            |                                               |                                                              | |

| 30 октября 2022 13 тур | Страсбур                      | 2:2                                           | Олимпик Марсель                                 | Страсбур |
| 21:00 | - Мотхиба 75′ - Гамейро 90+2′ | (отчёт Лиги 1) (отчёт L’Équipe) (отчёт клуба) | - Дьенг 8′, 51' - Каборе 35′ - Нуну Тавариш 69' | Стадион: «Ла Мено» Зрителей: 25 687 Судья: Рудди Бюке Помощники судьи: Гийом Дебар, Тома Люшински Видеопомощник судьи (VAR): Кристиан Гийяр Резервный судья: Александр Перро-Ниль Игрок матча: Пау Лопес (Олимпик Марсель) |
| Олимпик Марсель: (3-4-2-1): Пау Лопес - Колашинац (Туре, 64'), Балерди, Мбемба - Клосс (Нуну Тавариш, 45'), Верету (Ронжье, 45'), Гендузи, Каборе - Пайет (к), Дженгиз Ундер (Жерсон, 71') - Дьенг (Арит, 78'). |                               |                                               |                                                 | |

#### Ноябрь
В первом матче октября команда дома принимала «Олимпик Лион» в дерби «Олимпиков». Первый тайм прошёл при небольшом преимуществе хозяев и за минуту до перерыва им удалось открыть счёт в матче, когда после навеса Верету с углового мяч отправил головой Жиго в нижний угол ворот «Лиона». Этот мяч стал вторым для Жиго за Марсель в чемпионате. Игроки гостей практически не беспокоили ворота Пау Лопеса в первом тайме. Во втором тайме имел хорошую возможность отличиться Алексис Санчес, но удар отразил Антони Лопиш. Матч так и закончился со счётом 1:0 в пользу хозяев. Благодаря этой победе «Марсель» поднялся на 4-е место в турнирной таблице, прервав свою 4-матчевую безвыиграшную серию в чемпионате. Лучшим игроком матча был признан Самуэль Жиго.
В 15-м туре «Марсель» на выезде сыграл с «Монако». На 2-й минуте хозяева имели возможность открыть счёт, но Таваришу не удалось замкнуть прострел от Клосса. Счёт в матче на 35-й минуте открыл Алексис Санчес ударом со штрафного. На 44-й минуте после нарушения Балерди на Крепине Диатта в штрафной «Олимпика» был назначен пенальти, который ударом в стиле Паненки по центру реализовал Виссам Бен Йеддер. На 62-й минуте Арит получил тяжелую травму колена и его унесли на носилках, а вместо него на поле вышел Димитри Пайет. Через десять минут Александр Головин вывел на ударную позицию Кевина Фолланда, который переиграв Лопеса, вывел свою команду вперёд. На 83-й минуте после передачи Пайета Верету сделал счёт равным — 2:2. Уже в добавленное время на 97-й минуте победу гостям принес вышедший на замену Колашинац, который забил ударом головой после подачи Пайета со штрафного. «Марсель» одержал свою 11 победу на выезде с начала 2022 года, что стало лучшим результатом команды с 2009 года (14 побед). Также эта победа обеспечила команде 4-е место в таблице перед уходом на зимнюю паузу и отставание от «Пари Сен-Жермен» сократилось до 11 очков. Победа над «Монако» стала 500-й для «Марселя» в 21 столетии, добытой в 1083 играх, став лишь третьей командой после «Пари Сен-Жермен» (680) и «Лиона» (602), достигшей этого рубежа. Гол Сеада Колашинаца, забитый на 97-й минуте и 40-й секунде, стал самым поздним впервые после мяча Аркадиуша Милика, тоже забитого за «Марсель», 23 мая 2021 года в ворота «Меца» (103 минуты и 16 секунд). Лучшим игроком матча был признан Димитри Пайет.
В связи с проведением матчей чемпионата мира 2022 года в Катаре с 21 ноября по 18 декабря чемпионат Франции возобновится 28 декабря. Шесть игроков «Олимпика» были включены в официальные заявки своих национальных сборных команд для участия в матчах чемпионата мира: Маттео Гендузи и Жордан Верету в сборную Франции, Симон Нгапандуэтнбу в сборную Камеруна, Амин Арит в сборную Марокко, Пап Гейе и Бамба Дьенг в сборную Сенегала.
| 6 ноября 2022 14 тур | Олимпик Марсель | 1:0                                           | Олимпик Лион | Марсель |
| 20:45 | - Жиго 44′      | (отчёт Лиги 1) (отчёт L’Équipe) (отчёт клуба) | - Тете 90'   | Стадион: «Оранж Велодром» Зрителей: 62 975 Судья: Франсуа Летексье Помощники судьи: Мехди Рамуни, Хусеин Оджак Видеопомощник судьи (VAR): Стефани Фраппар Ассистент видеопомощника судьи (AVAR): Кристиан Гийяр Резервный судья: Бастьен Дешепи Игрок матча: Самуэль Жиго (Олимпик Марсель) |
| Олимпик Марсель: (3-4-2-1): Пау Лопес - Балерди, Жиго (Колашинац, 61'), Мбемба - Нуну Тавариш (Туре, 90'), Верету (Пайет, 84'), Ронжье (к), Клосс - Арит, Дженгиз Ундер (Гендузи, 61') - Алексис Санчес (Жерсон, 90'). |                 |                                               |              | |

| 13 ноября 2022 15 тур | Монако                                                                            | 2:3                                           | Олимпик Марсель                                          | Монако |
| 20:45 | - Бен Йеддер 45′ (пен.) - Фолланд 72′ - Эмболо 82' - Дисаси 85' - Вандерсон 90+4' | (отчёт Лиги 1) (отчёт L’Équipe) (отчёт клуба) | - Алексис Санчес 35′, 78' - Верету 83′ - Колашинац 90+7′ | Стадион: «Луи II» Зрителей: 10 631 Судья: Бенуа Бастьен Помощники судьи: Орельен Бертомьё, Хишам Закрани Видеопомощник судьи (VAR): Жереми Стина Ассистент видеопомощника судьи (AVAR): Бенжамен Паже Резервный судья: Орельен Пети Игрок матча: Димитри Пайет (Олимпик Марсель) |
| Олимпик Марсель: (3-4-2-1): Пау Лопес - Жиго (Колашинац, 83'), Балерди, Мбемба - Нуну Тавариш, Верету, Ронжье (к) (Гейе, 83'), Клосс (Дьенг, 73') - Арит (Пайет, 62'), Гендузи (Дженгиз Ундер, 73') - Алексис Санчес. |                                                                                   |                                               |                                                          | |

#### Декабрь
| 28 декабря 2022 16 тур | Олимпик Марсель | –:–            | Тулуза | Марсель                   |
| TBC                    |                 | (отчёт Лиги 1) |        | Стадион: «Оранж Велодром» |

#### Январь
| 1 января 2023 17 тур | Монпелье | –:–            | Олимпик Марсель | Монпелье                     |
| TBA                  |          | (отчёт Лиги 1) |                 | Стадион: «Стад де ла Моссон» |

| 11 января 2023 18 тур | Труа | –:–            | Олимпик Марсель | Труа                    |
| TBA                   |      | (отчёт Лиги 1) |                 | Стадион: «Стад де л’Об» |

| 15 января 2023 19 тур | Олимпик Марсель | –:–            | Лорьян | Марсель                   |
| TBC                   |                 | (отчёт Лиги 1) |        | Стадион: «Оранж Велодром» |

| 29 января 2023 20 тур | Олимпик Марсель | –:–            | Монако | Марсель                   |
| TBC                   |                 | (отчёт Лиги 1) |        | Стадион: «Оранж Велодром» |

#### Февраль
| 1 февраля 2023 21 тур | Нант | –:–            | Олимпик Марсель | Нант              |
| TBA                   |      | (отчёт Лиги 1) |                 | Стадион: «Божуар» |

| 5 февраля 2023 22 тур | Олимпик Марсель | –:–            | Ницца | Марсель                   |
| TBA                   |                 | (отчёт Лиги 1) |       | Стадион: «Оранж Велодром» |

| 12 февраля 2023 23 тур | Клермон | –:–            | Олимпик Марсель | Клермон-Ферран                  |
| TBA                    |         | (отчёт Лиги 1) |                 | Стадион: «Стад Габриэль-Монпье» |

| 19 февраля 2023 24 тур | Тулуза | –:–            | Олимпик Марсель | Тулуза                    |
| TBA                    |        | (отчёт Лиги 1) |                 | Стадион: «Стадион Тулузы» |

| 26 февраля 2023 25 тур | Олимпик Марсель | –:–            | Пари Сен-Жермен | Марсель                   |
| TBA                    |                 | (отчёт Лиги 1) |                 | Стадион: «Оранж Велодром» |

#### Март
| 5 марта 2023 26 тур | Ренн | –:–            | Олимпик Марсель | Ренн                   |
| TBA                 |      | (отчёт Лиги 1) |                 | Стадион: «Роазон Парк» |

| 12 марта 2023 27 тур | Олимпик Марсель | –:–            | Страсбур | Марсель                   |
| TBA                  |                 | (отчёт Лиги 1) |          | Стадион: «Оранж Велодром» |

| 19 марта 2023 28 тур | Реймс | –:–            | Олимпик Марсель | Реймс                  |
| TBA                  |       | (отчёт Лиги 1) |                 | Стадион: «Огюст Делон» |

#### Апрель
| 2 апреля 2023 29 тур | Олимпик Марсель | –:–            | Монпелье | Марсель                   |
| TBA                  |                 | (отчёт Лиги 1) |          | Стадион: «Оранж Велодром» |

| 9 апреля 2023 30 тур | Лорьян | –:–            | Олимпик Марсель | Лорьян                     |
| TBA                  |        | (отчёт Лиги 1) |                 | Стадион: «Стад дю Мустуар» |

| 16 апреля 2023 31 тур | Олимпик Марсель | –:–            | Труа | Марсель                   |
| TBA                   |                 | (отчёт Лиги 1) |      | Стадион: «Оранж Велодром» |

| 23 апреля 2023 32 тур | Олимпик Лион | –:–            | Олимпик Марсель | Лион                           |
| TBA                   |              | (отчёт Лиги 1) |                 | Стадион: «Парк Олимпик Лионне» |

| 30 апреля 2023 33 тур | Олимпик Марсель | –:–            | Осер | Марсель                   |
| TBA                   |                 | (отчёт Лиги 1) |      | Стадион: «Оранж Велодром» |

#### Май
| 7 мая 2023 34 тур | Ланс | –:–            | Олимпик Марсель | Ланс                      |
| TBA               |      | (отчёт Лиги 1) |                 | Стадион: «Боллар-Делелис» |

| 14 мая 2023 35 тур | Олимпик Марсель | –:–            | Анже | Марсель                   |
| TBA                |                 | (отчёт Лиги 1) |      | Стадион: «Оранж Велодром» |

| 21 мая 2023 36 тур | Лилль | –:–            | Олимпик Марсель | Вильнёв-д’Аск         |
| TBA                |       | (отчёт Лиги 1) |                 | Стадион: «Пьер Моруа» |

| 27 мая 2023 37 тур | Олимпик Марсель | –:–            | Брест | Марсель                   |
| TBA                |                 | (отчёт Лиги 1) |       | Стадион: «Оранж Велодром» |

#### Июнь
| 3 июня 2023 38 тур | Аяччо | –:–            | Олимпик Марсель | Аяччо                   |
| TBA                |       | (отчёт Лиги 1) |                 | Стадион: «Франсуа Коти» |

## Кубок Франции
«Марсель» начал выступления в Кубке Франции с 1/64 финала 7 января 2023 года в матче против клуба «Йер». 1 марта 2023 года на стадии 1/4 финала «Марсель» вылетел из турнира, проиграв клубу «Аннеси» в серии пенальти 6:7.

## Лига чемпионов УЕФА
«Марсель» начал выступления в Лиге чемпионов УЕФА с группового этапа, матчи которого проходят с 7 сентября по 1 ноября 2022 года. По результатам жеребьёвки, которая прошла 26 августа 2022 года, соперниками «Марселя» в группе стали немецкий клуб «Айнтрахт», английский «Тоттенхэм Хотспур» и португальский «Спортинг».

### Групповой этап
| Поз | Команда           | И | В | Н | П | МЗ | МП | РМ | О  | Квалификация                    |  | ТОТ | АЙН | СПО | МАР |
| --- | ----------------- | - | - | - | - | -- | -- | -- | -- | ------------------------------- |  | --- | --- | --- | --- |
| 1   | Тоттенхэм Хотспур | 6 | 3 | 2 | 1 | 8  | 6  | +2 | 11 | Выход в плей-офф Лиги чемпионов |  | —   | 3:2 | 1:1 | 2:0 |
| 2   | Айнтрахт          | 6 | 3 | 1 | 2 | 7  | 8  | −1 | 10 | Выход в плей-офф Лиги чемпионов |  | 0:0 | —   | 0:3 | 2:1 |
| 3   | Спортинг          | 6 | 2 | 1 | 3 | 8  | 9  | −1 | 7  | Выбывание в Лигу Европы         |  | 2:0 | 1:2 | —   | 0:2 |
| 4   | Олимпик Марсель   | 6 | 2 | 0 | 4 | 8  | 8  | 0  | 6  |                                 |  | 1:2 | 0:1 | 4:1 | —   |

В своём первом матче группового этапа Лиги чемпионов «Марсель» на выезде в Лондоне встретился с «Тоттенхэм Хотспур», впервые сыграв в новом «третьем» комплекте форм с голубыми футболками и голубыми шортами. Первый тайм завершился без забитых мячей. Гости владели преимуществом, но 48-й минуте за фол на Сон Хын Мине был удален Шансель Мбемба. Хозяева дожали соперника ближе к концу матча, когда на 76-й минуте передачу Ивана Перишича головой замкнул Ришарлисон. Чуть позже бразилец отличился ещё раз — после передачи от Пьер-Эмиля Хёйбьерга также ударом головой удвоил преимущество хозяев. Матч завершился со счётом 2:0. «Марсель» потерпел 40-е поражение в Лиге чемпионов (в 74 матчах), проиграв 15 раз в последних 16 встречах турнира. «Олимпик» не забил в шести из своих последних семи матчей в Лиге чемпионов. Лучшим игроком матча был признан нападающий «Тоттенхэма» Ришарлисон.
В матче второго тура команда дома принимала «Айнтрахт». Алексис Санчес был дисквалифицирован на первый тур, но в этом матче вышел с первых минут. Мбемба получил красную в матче с «Тоттенхэмом», а у Жиго возникли проблемы со здоровьем, поэтому тройку центральных защитников составили Балерди, Байи и Колашинац. На 43-й минуте Йеспер Линдстрём открыл счёт в матче, воспользовавшись ошибкой хозяев в обороне. Во втором тайме голов забито не было, а на 54-й минуте удар того же Линдстрёма с острого угла пришёлся в перекладину ворот после сэйва Пау Лопеса. На 79-й минуте Даити Камада забил гол, но он был отменён из-за офсайда. «Олимпик» чаще владел мячом 60 % на 40 %, однако игроки «Айнтрахта» нанесли больше ударов — 14 против 8. Матч закончился победой гостей — 0:1, которая стала первой в истории победой для «Айнтрахта» в Лиге чемпионов. Тудор прокомментировал второе кряду поражение «Марселя» в Лиге чемпионов, сославшись на очевидную усталость игроков своей команды, которая провела третью игру за шесть дней. Лучшим игроком матча был признан полузащитник «Айнтрахта» Даити Камада.
В третьем туре «Олимпик» дома принимал «Спортинг». Перед началом матча была проведена минута молчания в память о жертвах трагических событий на стадионе «Канджурухан» в Индонезии. «Спортинг» вышел вперёд на 1-й минуте матча усилиями Франсишку Тринкау. На 13-й минуте Алексис Санчес сравнял счёт, воспользовавшись ошибкой вратаря гостей Антонио Адана, который пытался выбить мяч. На 16-й минуте Амин Арит ударом головой после навеса с правого фланга от Жонатана Клосса вывел «Марсель» вперёд — 2:1. На 23-й минуте с поля был удалён вратарь «Спортинга» за игру рукой за пределами штрафной. На 28-й минуте защитник Леонардо Балерди удвоил преимущество хозяев ударом головой после подачи Арита с углового. На 32-й минуте из-за травмы поле покинул правый защитник Клосс. Окончательный счёт в матче установил защитник Шансель Мбемба в самой концовке игры — 4:1 в пользу хозяев, успешно сыграв на добивании. «Марсель» одержал вторую победу в последних 18 встречах Лиги чемпионов. Тудор после матча отметил, что его подопечные провели очень серьёзную коллективную игру, имея силы после пропущенного гола, чтобы среагировать и атаковать жестко, как и планировалось, а красная карточка облегчила оставшуюся часть игры. Лучшим игроком матча был признан Амин Арит.
В матче четвёртого тура команда на выезде в Лиссабоне провела ответную игру со «Спортингом» на «Жозе Алваладе». На 19-й минуте за фол Рикарду Эсгаю получил вторую жёлтую карточку, а в ворота «Спортинга» был назначен пенальти. Маттео Гендузи успешно реализовал пенальти, открыв счёт в матче. Хозяева в полной мере воспользовались численным преимуществом. На 30-й минуте Алексис Санчес после передачи Амина Арита удвоил преимущество гостей. Судья матча Алехандро Эрнандес после просмотра эпизода VAR, засчитал взятие ворот. На 61-й минуте за второе предупреждение был удалён Педру Гонсалвеш. «Олимпик» прервал серию из девяти гостевых поражений в турнире, не пропустив впервые за последних 19 встреч. Таким образом команда заняла 2-ю строчку в группе при равном количестве очков со «Спортингом» (по 6), но имея лучшую разницу забитых мячей (+2). Лучшим игроком матча был признан Алексис Санчес.
В матче пятого тура команда на выезде во Франкфурте провела ответный матч с «Айнтрахтом» на «Франкфуртштадионе». Счёт в матче открыл полузащитник хозяев Даити Камада после передачи Эвана Ндика. На 22-й минуте Маттео Гендузи сравнял счёт, замкнув ударом с лёта навес от Шанселя Мбемба. Но уже на 27-й минуте Рандаль Коло снова вывел «Айнтрахт» вперёд после паса Марио Гётце. Штурм ворот хозяев во втором тайме ни к чему не привел и матч завершился со счётом 2:1 в пользу «Айнтрахта». Для четырёх команд квартета D все решится в заключительном туре. Лучшим игроком матча был признан вингер «Айнтрахта» Марио Гётце.
В заключительном туре группового этапа «Олимпик» дома принимал «Тоттенхэм Хотспур». Все четыре команды перед стартом 6-го тура: «Тоттенхэм», «Спортинг», «Айнтрахт» и «Олимпик» — имели шансы занять первое место. «Олимпик» попадет в плей-офф Лиги чемпионов, если одержит победу. Марсельцы станут первыми, если победят, а в другом матче будет зафиксирована ничья. «Олимпик» займет третье место, если сыграет вничью, а «Спортинг» потерпит поражение. Вышедший в стартовом составе Эрик Байи, который с середины октября не играл из-за травмы задней мышцы бедра, уже на 10-й минуте был заменён из-за повреждения. Счёт в матче был открыт в добавленное время первого тайма, когда после розыгрыша углового Жордан Верету подал в штрафную, где оставшийся практически один на один с Уго Льорисом Шансель Мбемба мощным ударом головой отправил мяч в нижний угол ворот. На 54-й минуте после передачи Ивана Перишича со штрафного Клеман Лангле ударом головой в нижний угол сравнял счёт. На 81-й минуте мяч после удара Пьер-Эмиля Хёйбьерга попал в перекладину. Победный гол в компенсированное время забил Хёйбьерг после паса Гарри Кейна. «Олимпик» завершил групповой этап на последнем месте, и сезон еврокубков для команды закончился. Лучшим игроком матча был признан вратарь «Тоттенхэма» Уго Льорис.
| 7 сентября 2022 1 тур | Тоттенхэм Хотспур                           | 2:0                                         | Олимпик Марсель                     | Лондон, Англия |
| 21:00 (20:00 BST) | - Дайер 53' - Сон 65' - Ришарлисон 76′, 81′ | (отчёт УЕФА) (отчёт L’Équipe) (отчёт клуба) | - Мбемба 47' - Байи 48' - Клосс 70' | Стадион: «Тоттенхэм Хотспур» Зрителей: 57 367 Судья: Славко Винчич Помощники судьи: Томаж Кланчник, Андраж Ковачич (Словения) Видеопомощник судьи (VAR): Бастиан Данкерт (Германия) Ассистент видеопомощника судьи (AVAR): Федайи Сан (Швейцария) Резервный судья: Матей Юг (Словения) Игрок матча: Ришарлисон (Тоттентхэм Хотспур) |
| Олимпик Марсель: (3-4-2-1): Пау Лопес - Жиго (Дженгиз Ундер, 87'), Байи, Мбемба - Нуну Тавариш, Ронжье (к), Верету (Гейе, 87'), Клосс (Колашинац, 70') - Жерсон (Балерди, 50'), Гундузи - Суарес (Арит, 70'). |                                             |                                             |                                     | |

| 13 сентября 2022 2 тур | Олимпик Марсель | 0:1                                         | Айнтрахт                     | Марсель, Франция |
| 21:00 | - Ундер 82'     | (отчёт УЕФА) (отчёт L’Équipe) (отчёт клуба) | - Хасэбэ 37' - Линдстрём 43′ | Стадион: «Стад-де-Марсель» Зрителей: 62 500 Судья: Хосе Мария Санчес Помощники судьи: Рауль Кабаньеро, Иньиго Прието (Испания) Видеопомощник судьи (VAR): Хуан Мартинес (Испания) Ассистент видеопомощника судьи (AVAR): Марко Гуида (Италия) Резервный судья: Гильермо Куадра (Испания) Игрок матча: Даити Камада (Айнтрахт) |
| Олимпик Марсель: (3-4-2-1): Пау Лопес - Колашинац (Каборе, 82'), Байи (Гендузи, 65'), Балерди - Нуну Тавариш, Верету, Ронжье, Клосс - Пайет (к) (Дженгиз Ундер, 59'), Жерсон (Арит, 59') - Алексис Санчес (Суарес, 59'). |                 |                                             |                              | |

| 4 октября 2022 3 тур | Олимпик Марсель                                                 | 4:1                                         | Спортинг                                                                     | Марсель, Франция |
| 19:05 | - Санчес 13′ - Арит 16′ - Балерди 28′ - Верету 43' - Мбемба 84′ | (отчёт УЕФА) (отчёт L’Équipe) (отчёт клуба) | - Тринкау 1′ - Адан 23' - Сен Жюст 34' - Нуну Сантуш 40' - Рикарду Эшгаю 43' | Стадион: «Оранж Велодром» Зрителей: 618 Судья: Давиде Масса Помощники судьи: Филиппо Мели, Стефано Алассио (Италия) Видеопомощник судьи (VAR): Паоло Валери (Италия) Ассистент видеопомощника судьи (AVAR): Даниэле Довери (Италия) Резервный судья: Давиде Герсини (Италия) Игрок матча: Амин Арит (Олимпик Марсель) |
| Олимпик Марсель: (3-4-3): Пау Лопес - Балерди, Байи (Жиго, 77'), Мбемба - Нуну Тавариш, Гундузи (к), Верету (Ронжье, 62'), Клосс (Каборе, 32') - Арит (Жерсон, 77'), Суарес, Дженгиз Ундер (Гейе, 62'). |                                                                 |                                             |                                                                              | |

| 12 октября 2022 4 тур | Спортинг                                                     | 0:2                                         | Олимпик Марсель                                  | Лиссабон, Португалия |
| 21:00 (20:00 WEST) | - Эшгаю 16' 21' - Угарте 54' - Гонсалвеш 60' 61' - Порро 74' | (отчёт УЕФА) (отчёт L’Équipe) (отчёт клуба) | - Гендузи 8', 20′ (пен.) - Санчес 30′ - Байи 43' | Стадион: «Жозе Алваладе» Зрителей: 38 126 Судья: Алехандро Эрнандес Эрнандес Помощники судьи: Хосе Наранхо, Диего Санчес (Испания) Видеопомощник судьи (VAR): Рикардо де Бургос (Испания) Ассистент видеопомощника судьи (AVAR): Федайи Сан (Швейцария) Резервный судья: Сесар Сото (Испания) Игрок матча: Алексис Санчес (Олимпик Марсель) |
| Олимпик Марсель: (3-4-2-1): Пау Лопес - Балерди, Байи (Жиго, 64'), Мбемба - Нуну Тавариш, Верету (Гейе, 87'), Ронжье (к), Клосс (Каборе, 64') - Арит (Пайет, 72'), Гендузи (Дженгиз Ундер, 64') - Алексис Санчес. |                                                              |                                             |                                                  | |

| 26 октября 2022 5 тур | Айнтрахт                                                     | 2:1                                         | Олимпик Марсель                                            | Франкфурт-на-Майне, Германия |
| 21:00 | - Камада 3′ - Коло-Муани 27′, 54' - Смолчич 57' - Эбимбе 75' | (отчёт УЕФА) (отчёт L’Équipe) (отчёт клуба) | - Гендузи 22′ - Нуну Тавариш 25' - Верету 40' - Суарес 86' | Стадион: «Франкфуртштадион» Зрителей: 48 700 Судья: Хесус Хиль Мансано Помощники судьи: Диего Барберо, Анхель Невадо Родригес (Испания) Видеопомощник судьи (VAR): Хуан Мартинес (Испания) Ассистент видеопомощника судьи (AVAR): Паоло Валери (Италия) Резервный судья: Гильермо Куадра (Испания) Игрок матча: Марио Гётце (Айнтрахт) |
| Олимпик Марсель: (3-4-2-1): Пау Лопес - Жиго (Колашинац, 60'), Балерди, Мбемба - Нуну Тавариш, Верету, Ронжье (к), Клосс (Суарес, 86') - Арит, Гендузи (Дженгиз Ундер, 60') - Алексис Санчес. |                                                              |                                             |                                                            | |

| 1 ноября 2022 6 тур | Олимпик Марсель              | 1:2                                         | Тоттенхэм Хотспур                         | Марсель, Франция |
| 21:00 | - Мбемба 45+2′ - Балерди 76' | (отчёт УЕФА) (отчёт L’Équipe) (отчёт клуба) | - Лангле 54′, 57' - Хёйбьерг 90+1', 90+5′ | Стадион: «Оранж Велодром» Зрителей: 50 768 Судья: Шимон Марциняк Помощники судьи: Томаш Листкевич, Павел Сокольницки (Польша) Видеопомощник судьи (VAR): Томаш Квятковски (Польша) Ассистент видеопомощника судьи (AVAR): Бартош Франковски (Польша) Резервный судья: Томаш Мусял (Польша) Игрок матча: Уго Льорис (Тоттенхэм Хотспур) |
| Олимпик Марсель: (3-4-2-1): Пау Лопес - Балерди, Байи (Жиго, 10', Колашинац, 73'), Мбемба - Нуну Тавариш, Верету (Дженгиз Ундер, 73'), Ронжье (к) (Суарес, 83'), Клосс (Каборе, 73') - Арит, Гендузи - Алексис Санчес. |                              |                                             |                                           | |

## Статистика

### Матчи и голы
| 1                                                                                          | Вр  | Симон Нгапандуэтнбу | 0    | 0  | 0 | 0 | 0   | 0  | 0    | 0   |
| 3                                                                                          | Защ | Эрик Байи           | 2+2  | 0  | 0 | 0 | 5   | 0  | 7+2  | 0   |
| 4                                                                                          | Защ | Самюэль Жиго        | 9+1  | 2  | 0 | 0 | 2+3 | 0  | 11+4 | 2   |
| 5                                                                                          | Защ | Леонардо Балерди    | 14+1 | 0  | 0 | 0 | 5+1 | 1  | 19+2 | 1   |
| 6                                                                                          | ПЗ  | Маттео Гендузи      | 12+2 | 1  | 0 | 0 | 5+1 | 2  | 17+3 | 3   |
| 7                                                                                          | Защ | Жонатан Клосс       | 14   | 1  | 0 | 0 | 6   | 0  | 20   | 1   |
| 8                                                                                          | ПЗ  | Жерсон              | 6+4  | 2  | 0 | 0 | 2+1 | 0  | 9+5  | 2   |
| 10                                                                                         | ПЗ  | Димитри Пайет       | 5+7  | 1  | 0 | 0 | 1+1 | 0  | 6+8  | 1   |
| 11                                                                                         | Нап | Луис Суарес         | 2+5  | 3  | 0 | 0 | 1+3 | 0  | 3+8  | 3   |
| 12                                                                                         | Нап | Бамба Дьенг         | 1+5  | 1  | 0 | 0 | 0   | 0  | 1+5  | 1   |
| 16                                                                                         | Вр  | Пау Лопес           | 12   | -9 | 0 | 0 | 6   | -8 | 18   | -17 |
| 17                                                                                         | Нап | Дженгиз Ундер       | 6+8  | 0  | 0 | 0 | 1+5 | 0  | 7+13 | 0   |
| 18                                                                                         | Защ | Исаак Туре          | 0+5  | 0  | 0 | 0 | 0   | 0  | 0+5  | 0   |
| 21                                                                                         | ПЗ  | Валантен Ронжье     | 12+2 | 0  | 0 | 0 | 5+1 | 0  | 17+3 | 0   |
| 22                                                                                         | ПЗ  | Пап Гейе            | 3+6  | 1  | 0 | 0 | 0+3 | 0  | 3+9  | 1   |
| 23                                                                                         | Защ | Сеад Колашинац      | 6+5  | 1  | 0 | 0 | 1+3 | 0  | 7+8  | 1   |
| 27                                                                                         | ПЗ  | Жордан Верету       | 10+5 | 1  | 0 | 0 | 6   | 0  | 16+5 | 1   |
| 29                                                                                         | Защ | Исса Каборе         | 4+3  | 1  | 0 | 0 | 0+4 | 0  | 4+7  | 1   |
| 30                                                                                         | Защ | Нуну Тавариш        | 11+3 | 3  | 0 | 0 | 6   | 0  | 17+3 | 3   |
| 36                                                                                         | Вр  | Рубен Бланко        | 3    | -4 | 0 | 0 | 0   | 0  | 3    | -4  |
| 70                                                                                         | Нап | Алексис Санчес      | 10+2 | 5  | 0 | 0 | 5   | 2  | 15+2 | 7   |
| 77                                                                                         | ПЗ  | Амин Арит           | 6+4  | 0  | 0 | 0 | 4+2 | 1  | 10+6 | 1   |
| 99                                                                                         | Защ | Шансель Мбемба      | 15   | 1  | 0 | 0 | 5   | 2  | 20   | 3   |
| Футболисты, которые покинули команду после начала сезона или отправились в сезонную аренду |     |                     |      |    |   |   |     |    |      |     |
| 9                                                                                          | Нап | Аркадиуш Милик      | 2    | 0  | 0 | 0 | 0   | 0  | 2    | 0   |
| 13                                                                                         | Нап | Седрик Бакамбу      | 0+3  | 0  | 0 | 0 | 0   | 0  | 0+3  | 0   |
| 15                                                                                         | Защ | Дуе Чалета-Цар      | 0+1  | 0  | 0 | 0 | 0   | 0  | 0+1  | 0   |
| 19                                                                                         | Защ | Джордан Амави       | 0    | 0  | 0 | 0 | 0   | 0  | 0    | 0   |
| 29                                                                                         | Защ | Поль Лирола         | 0    | 0  | 0 | 0 | 0   | 0  | 0    | 0   |

В графе «Игры» указаны выходы в стартовом составе, после знака + указаны выходы на замену. В графе «Голы» после знака − указаны пропущенные мячи (для вратарей).

### Бомбардиры
Включает все соревновательные матчи. Список отсортирован в алфавитном порядке по фамилии при одинаковом количестве забитых голов.
| №     | Поз.  | Имя              | Лига 1 | Кубок Франции | Лига чемпионов | Всего |
| ----- | ----- | ---------------- | ------ | ------------- | -------------- | ----- |
| 70    | Нап   | Алексис Санчес   | 5      | 0             | 2              | 7     |
| 6     | ПЗ    | Маттео Гендузи   | 1      | 0             | 2              | 3     |
| 99    | Защ   | Шансель Мбемба   | 1      | 0             | 2              | 3     |
| 11    | Нап   | Луис Суарес      | 3      | 0             | 0              | 3     |
| 30    | Защ   | Нуну Тавариш     | 3      | 0             | 0              | 3     |
| 4     | Защ   | Самюэль Жиго     | 2      | 0             | 0              | 2     |
| 8     | ПЗ    | Жерсон           | 2      | 0             | 0              | 2     |
| 12    | Нап   | Бамба Дьенг      | 1      | 0             | 0              | 1     |
| 29    | Защ   | Исса Каборе      | 1      | 0             | 0              | 1     |
| 7     | Защ   | Жонатан Клосс    | 1      | 0             | 0              | 1     |
| 23    | Защ   | Сеад Колашинац   | 1      | 0             | 0              | 1     |
| 10    | ПЗ    | Димитри Пайет    | 1      | 0             | 0              | 1     |
| 22    | ПЗ    | Пап Гейе         | 1      | 0             | 0              | 1     |
| 5     | Защ   | Леонардо Балерди | 0      | 0             | 1              | 1     |
| 27    | ПЗ    | Жордан Верету    | 1      | 0             | 0              | 1     |
| 77    | ПЗ    | Амин Арит        | 0      | 0             | 1              | 1     |
| Общее | Общее | Общее            | 24     | 0             | 8              | 32    |

### Голевые передачи
Включает все соревновательные матчи. Список отсортирован в алфавитном порядке по фамилии при одинаковом количестве голевых передач.
| №     | Поз.  | Имя              | Лига 1 | Кубок Франции | Лига чемпионов | Всего |
| ----- | ----- | ---------------- | ------ | ------------- | -------------- | ----- |
| 7     | Защ   | Жонатан Клосс    | 5      | 0             | 1              | 6     |
| 27    | ПЗ    | Жордан Верету    | 2      | 0             | 1              | 3     |
| 10    | ПЗ    | Димитри Пайет    | 3      | 0             | 0              | 3     |
| 77    | ПЗ    | Амин Арит        | 0      | 0             | 2              | 2     |
| 6     | ПЗ    | Маттео Гендузи   | 2      | 0             | 0              | 2     |
| 13    | Нап   | Седрик Бакамбу   | 1      | 0             | 0              | 1     |
| 5     | Защ   | Леонардо Балерди | 1      | 0             | 0              | 1     |
| 23    | Защ   | Сеад Колашинац   | 1      | 0             | 0              | 1     |
| 16    | Вр    | Пау Лопес        | 1      | 0             | 0              | 1     |
| 99    | Защ   | Шансель Мбемба   | 0      | 0             | 1              | 1     |
| 11    | Нап   | Луис Суарес      | 1      | 0             | 0              | 1     |
| 17    | Нап   | Дженгиз Ундер    | 1      | 0             | 0              | 1     |
| Общее | Общее | Общее            | 18     | 0             | 5              | 23    |

Источник: Ligue 1

### Сухие матчи
Список сортируется по номеру футболки, когда общее количество сухих матчей одинаково. Цифры в скобках представляют игры, в которых участвовали оба вратаря и оба сохранили чистую таблицу; номер в скобках присуждается вратарю, который был заменен на замену, в то время как полный результат засчитывается голкиперу, который находился на поле в начале игры.
|       |                     |             | Сухие матчи | Сухие матчи   | Сухие матчи    | Сухие матчи | Сухие матчи |
| №     | Имя                 | Игр сыграно | Лига 1      | Кубок Франции | Лига чемпионов | Всего       |             |
| ----- | ------------------- | ----------- | ----------- | ------------- | -------------- | ----------- | ----------- |
| 16    | Пау Лопес           | 18          | 6           | 0             | 0              | 6           |             |
| 36    | Рубен Бланко        | 3           | 0           | 0             | 0              | 0           |             |
| 1     | Симон Нгапандуэтнбу | 0           | 0           | 0             | 0              | 0           |             |
| Итого | Итого               | Итого       | 6           | 0             | 0              | 6           |             |

### Дисциплина

#### Жёлтые карточки
| Цвет             | Футболист | Карточки |
| ---------------- | --------- | -------- |
|                  |           |          |
| Нуну Тавариш     | 5         |          |
| Валантен Ронжье  | 4         |          |
| Эрик Байи        | 3         |          |
| Леонардо Балерди | 3         |          |
| Жордан Верету    | 3         |          |
| Маттео Гендузи   | 3         |          |
| Самюэль Жиго     | 3         |          |
| Валантен Ронжье  | 3         |          |
| Луис Суарес      | 2         |          |
| Амин Арит        | 1         |          |
| Бамба Дьенг      | 1         |          |
| Пап Гейе         | 1         |          |
| Жерсон           | 1         |          |
| Жонатан Клосс    | 1         |          |
| Сеад Колашинац   | 1         |          |
| Пау Лопес        | 1         |          |
| Аркадиуш Милик   | 1         |          |
| Алексис Санчес   | 1         |          |
| Исаак Туре       | 1         |          |
| Дженгиз Ундер    | 1         |          |

#### Красные карточки
| Цвет           | Футболист | Карточки |
| -------------- | --------- | -------- |
|                |           |          |
| Самюэль Жиго   | 2         |          |
| Шансель Мбемба | 1         |          |

## Награды
| Месяц    | Имя            | Ист.   |
| -------- | -------------- | ------ |
| Август   | Нуну Тавариш   | [ 69 ] |
| Сентябрь | Алексис Санчес | [ 83 ] |
| Октябрь  | Пау Лопес      | [ 97 ] |
| Ноябрь   |                |        |
| Декабрь  |                |        |
| Январь   |                |        |
| Февраль  |                |        |
| Март     |                |        |
| Апрель   |                |        |
| Май      |                |        |

| Месяц    | Имя           | Ист.   |
| -------- | ------------- | ------ |
| Август   | Нуну Тавариш  | [ 69 ] |
| Сентябрь | Жонатан Клосс | [ 84 ] |
| Октябрь  |               |        |
| Ноябрь   |               |        |
| Декабрь  |               |        |
| Январь   |               |        |
| Февраль  |               |        |
| Март     |               |        |
| Апрель   |               |        |
| Май      |               |        |

### Комментарии
1. ↑  Матч должен был начаться в 18:45, но был отложен до 19:05, поскольку автобус с игроками «Спортинга» попал в пробку и позже прибыл на стадион

## Результаты матчей резервистов и Академии

### «Олимпик Марсель» (II)

#### Насьональ 3. Группа D (Корсика/Средиземноморье)
| 18 августа 2022 1 тур | Балань Л’Иль-Рус | 0:0     | Олимпик Марсель (II) | Монтичелло                                         |
| | - Томази 47' 60' | (отчёт) |                      | Стадион: «Стад Жак Амброжжи» Судья: Бастьен Лальби |
| Олимпик Марсель (II): ван Нек, Каприс, Ахмед, Саид-Ммади, Мохамед, Дехилис (Дау, 58'), Эльмаз, Беньяхия-Тани, Рау (Дессю, 58'), Гебрейесус (Шадули, 83'), Бен Сеггир. |                  |         |                      |                                                    |

| 3 сентября 2022 2 тур | Олимпик Марсель (II) | 1:2     | Аяччо (II)                      | Марсель                                          |
| | - Ахмед 19′          | (отчёт) | - Алессандри 36′ - Финидори 88′ | Стадион: «Стад ОМ Кампус 1» Судья: Франсуа Сисло |
| Олимпик Марсель (II): ван Нек (Урьез, 85'), Каприс, Ахмед, Нассур, Мохамед, Саид-Ммади, Эльмаз, Шортино (Согло, 57'), Рау (Лукоки, 57'), Ассад (Адари, 71'), Бен Сеггир (Сеха, 64'). |                      |         |                                 |                                                  |

| 17 сентября 2022 3 тур | ЭУГА Арзив    | 1:1     | Олимпик Марсель (II) | Марсель                                    |
| | - Гедон 90+5′ | (отчёт) | - Рау 82′            | Стадион: «Стад Севан» Судья: Франсуа Сисло |
| Олимпик Марсель (II): ван Нек, Каприс, Дюпон, Дехилис, Саид-Ммади, Шортино (Бертелли, 76'), Гебрейесус (Рау, 62'), Эльмаз, Беньяхия-Тани, Надир (Муге, 62'), Бен Сеггир (Дессю, 72'). |               |         |                      |                                            |

| 2 октября 2022 4 тур | Олимпик Марсель (II) | 1:0     | Галлия де Луччана | Марсель                                                     |
| | - Дау 79′            | (отчёт) |                   | Стадион: «Стад ОМ Кампус 1» Судья: Мустафа Бензекри Беналлу |
| Олимпик Марсель (II): Нгапандуэтнбу, Адари (Дюпон, 74'), Нассур, Дехилис, Саид-Ммади (Тункади, 64'), Дау, Дессю, Бертелли (Сеха, 64'), Рау (Бербаши, 74'), Надир, Бен Сеггир. |                      |         |                   |                                                             |

| 16 октября 2022 5 тур | Ле-Канне/Рошвиль | матч отложен | Олимпик Марсель (II) | Ле-Канне              |
|                       |                  |              |                      | Стадион: «Стад Майан» |

| 23 октября 2022 6 тур | Карну          | 1:0     | Олимпик Марсель (II) | Карну-ан-Прованс                                   |
| | - Лекуальш 71′ | (отчёт) |                      | Стадион: «Стад Марсель Сердан» Судья: Максим Зуаин |
| Олимпик Марсель (II): Нгапандуэтнбу, Каприс, Дюпон, Саид-Ммади, Мохамед, Траоре (Шадули, 65'), Лукоки (Муге, 65'), Бертелли, Дессю, Надир, Бен Сеггир. |                |         |                      |                                                    |

| 29 октября 2022 5 тур (перенесённый матч) | Ле-Канне/Рошвиль | 0:7     | Олимпик Марсель (II)                                                                              | Ле-Канне                                           |
| |                  | (отчёт) | - Надир 15′, 63′ - Бертельи 21′ - Беньяхия-Тани 49′ - Саид-Ммади 57′ - Дессю 81′ - Гебрейесус 86′ | Стадион: «Стад Майан» Судья: Абделькарим Бузальмат |
| Олимпик Марсель (II): ван Нек, Каприс, Дюпон, Саид-Ммади, Нассур, Траоре, Мюге (Гебрейесус, 59'), Надир (Мохамед, 74'), Беньяхия-Тани (Рау, 59'), Бертельи (Дессю, 69'), Бен Сеггир. |                  |         |                                                                                                   |                                                    |

| 5 ноября 2022 7 тур | Олимпик Марсель (II)                 | 3:0     | Мариньян-Жиньяк (II) | Марсель                                           |
| | - Бертельи 1′ - Надир 37′ - Мюге 59′ | (отчёт) |                      | Стадион: «Стад ОМ Кампус 1» Судья: Грегори Варгас |
| Олимпик Марсель (II): ван Нек, Каприс, Дюпон, Ньякосси (Нассур, 74'), Саид-Ммади, Дау, Мюге (Гебрейесус, 62'), Бертельи (Хадари, 74'), Рау (Дессю, 62'), Надир, Бен Сеггир. |                                      |         |                      |                                                   |

| 12 ноября 2022 8 тур | Корте                       | 2:0     | Олимпик Марсель (II) | Корте                                                 |
| | - Содини 11′ - Марьетти 16′ | (отчёт) |                      | Стадион: «Стад Сантос Манфреди» Судья: Пьер-Жан Карис |
| Олимпик Марсель (II): Юрьес, Мохамед (Сеха, 46'), Дюпон (Бертельи, 70'), Ньякосси, Нассур, Траоре, Каприс, Дау (Хадари, 46'), Дессю, Надир, Рау. |                             |         |                      |                                                       |

| 26 ноября 2022 9 тур | Олимпик Марсель (II) | –:–     | Аяччо (II) | Марсель                                            |
|                      |                      | (отчёт) |            | Стадион: «Стад ОМ Кампус 1» Судья: Кристоф Мильоре |

#### Турнирная таблица Насьональ 3. Группа D (Корсика/Средиземноморье)
| № | Клуб                 | И | В | Н | П | МЗ | МП | РМ  | О  |
| - | -------------------- | - | - | - | - | -- | -- | --- | -- |
| 5 | Карну                | 8 | 3 | 3 | 2 | 11 | 11 | 0   | 12 |
| 6 | Истр                 | 8 | 3 | 2 | 3 | 7  | 10 | -3  | 11 |
| 7 | Олимпик Марсель (II) | 8 | 3 | 2 | 3 | 13 | 6  | -+7 | 11 |
| 8 | Аяччо (II)           | 8 | 3 | 2 | 3 | 12 | 8  | +4  | 11 |
| 9 | Галлия Луччана       | 7 | 3 | 1 | 3 | 10 | 9  | +1  | 10 |

Обновлено для матчей, сыгранных на 13 ноября 2022. Источник: FFF.

### «Олимпик Марсель» (до 19 лет)

#### Юношеский чемпионат Франции (до 19 лет). Группа D
| 20 августа 2022 1 тур | Олимпик Марсель (до 19)                | 3:0     | Ницца (до 19) | Марсель                                        |
| | - Тункади 23′ - Ассад 35′ - Люкоки 35′ | (отчёт) |               | Стадион: «Стад ОМ Кампус» Судья: Матьё Делалуа |
| Олимпик Марсель (до 19): Дегерменджи, Думенг (Авазери, 79'), Го, Антунес, Бульмо, Бензиан (Ахамада, 57'), Ассад, Согло, Люкоки (Сиссе, 79'), Дау, Тункади (Ляфон, 65'). |                                        |         |               |                                                |

| 28 августа 2022 2 тур | Тулуза (до 19) | 0:2     | Олимпик Марсель (до 19)               | Тулуза                                                   |
| | - Перес 58'    | (отчёт) | - Ассад 47′ - Бульмо 67' - Люкоки 84′ | Стадион: «Парк де Спорт Б. Татон» Судья: Антонен Фраппро |
| Олимпик Марсель (до 19): Дегерменджи, Думенг (Коффи, 89'), Го (Ахамада, 69'), Антунес, Бульмо, Бензиан, Ассад, Тункади, Люкоки (Сиссе, 86'), Согло, Сеха (Авазери, 69'). |                |         |                                       |                                                          |

| 4 сентября 2022 3 тур | Олимпик Марсель (до 19)     | 3:3     | Истр (до 19)           | Марсель                                       |
| | - Люкоки 40′, 55′ - Дау 63′ | (отчёт) | - Толлон 22′, 46′, 69′ | Стадион: «Стад ОМ Кампус» Судья: Робен Ингран |
| Олимпик Марсель (до 19): Дегерменджи, Думенг, Тункади (Авазери, 78'), Слимани, Антунес, Бензиан (Ахамада, 81'), Люкоки (Сиссе, 78'), Дау, Беньяхия-Тани (Го, 54'), Согло, Сеха. |                             |         |                        |                                               |

| 10 сентября 2022 4 тур | Бланьяк (до 19)          | 2:4     | Олимпик Марсель (до 19)                   | Бланьяк                                                       |
| | - Рахмуни 9′ - Ришар 50′ | (отчёт) | - Ассад 18′, 49′ - Бензиан 67′ - Мюге 90′ | Стадион: Спортивный комплекс «Андромеда 5» Судья: Эмерик Гаше |
| Олимпик Марсель (до 19): Дегерменджи, Коффи (Авазери, 45'), Го, Слимани, Ньякосси (Мюге, 45'), Бензиан, Ассад (Сиссе, 80'), Тункади, Люкоки, Ахамада (Траоре, 68'), Думенг. |                          |         |                                           |                                                               |

| 18 сентября 2022 5 тур | Олимпик Марсель (до 19)     | 3:2     | Сент-Этьен (до 19)      | Марсель                                           |
| | - Ассад 23′, 43′ - Сеха 87′ | (отчёт) | - Фалль 34′ - Мутон 36′ | Стадион: «Стад ОМ Кампус» Судья: Алексис Бержерон |
| Олимпик Марсель (до 19): Дегерменджи, Думенг, Тункади (Сиссе, 66'), Бульмо (Авазери, 73'), Ньякосси, Бензиан (Траоре, 59'), Ассад, Ахамада, Люкоки (Мюге, 46'), Дау, Сеха. |                             |         |                         |                                                   |

| 24 сентября 2022 6 тур | Олимпик Марсель (до 19)                       | 3:5     | Монако (до 19)                         | Марсель                                   |
| | - Беньяхия-Тани 28′ - Бензиан 59′ - Сиссе 87′ | (отчёт) | - Мишаль 4′, 48′ - Авраг 25′, 27′, 33′ | Стадион: «Стад ОМ Кампус» Судья: Энцо Мор |
| Олимпик Марсель (до 19): Дегерменджи, Думенг, Тункади (Каприс, 60'), Бульмо, Мохамед, Бензиан (Траоре, 69'), Ассад, Согло (Ахамада, 60'), Беньяхия-Тани, Дау, Сеха (Сиссе, 78'). |                                               |         |                                        |                                           |

| 1 октября 2022 7 тур | Монпелье (до 19) | 1:1     | Олимпик Марсель (до 19) | Монпелье                                            |
|                      |                  | (отчёт) |                         | Стадион: «Стад Бернар Гассе 2» Судья: Дамьен Алонсо |

| 9 октября 2022 8 тур | Олимпик Марсель (до 19) | 1:1     | Безье (до 19)  | Марсель                                      |
| | - Бензиан 13′           | (отчёт) | - Трухильо 28′ | Стадион: «Стад ОМ Кампус» Судья: Яссир Туиль |
| Олимпик Марсель (до 19): ван Нек, Думенг, Го (Коффи, 74'), Бульмо, Авазери, Траоре, Ассад, Бензиан, Лукоки (Тункади, 71'), Согло (Ахамада, 45'), Гебрейесус (Муге, 45'). |                         |         |                |                                              |

| 16 октября 2022 9 тур | Аяччо (до 19)                      | 2:1     | Олимпик Марсель (до 19) | Аяччо                                       |
| | - Коутинью Да Силва 52′ - Фосс 53′ | (отчёт) | - Лукоки 32′            | Стадион: «Думе Лусиани» Судья: Робен Ингран |
| Олимпик Марсель (до 19): Сакко, Думенг, Бульмо, Мохамед, Авазери (Амиду, 65'), Бензиан, Тункади, Согло (Коффи, 84'), Лукоки, Ляфон (Сиссе, 65'), Сеха (Ахамада, 65'). |                                    |         |                         |                                             |

| 22 октября 2022 10 тур | Олимпик Марсель (до 19) | 2:1     | Бастия (до 19) | Марсель                                         |
| | - Дау 53′ - Бензиан 82′ | (отчёт) | - Бумауи 2′    | Стадион: «Стад ОМ Кампус» Судья: Жульен Клавель |
| Олимпик Марсель (до 19): Дегерменджи, Думенг, Тункади, Бульмо, Антунес (Отар, 82'), Дау, Сеха, Ахамада, Сиссе (Стерналь, 76'), Согло (Бензиан, 71'), Ассад (Авазери, 78'). |                         |         |                |                                                 |

| 6 ноября 2022 11 тур | Коломье (до 19)        | 2:1     | Олимпик Марсель (до 19) | Коломье                                       |
| | - Виллаэскуза 16′, 80′ | (отчёт) | - Ассад 33′             | Стадион: СК «Капитани 5» Судья: Люси Пикемаль |
| Олимпик Марсель (до 19): Сакко, Думенг, Антунес (Авазери, 84'), Мохамед, Бульмо, Бензиан, Сеха (Ляфон, 68'), Ахамада, Люкоки (Клеман, 60'), Согло, Ассад (Тункади, 68'). |                        |         |                         |                                               |

| 13 ноября 2022 12 тур | Олимпик Марсель (до 19)                      | 3:0     | Канн (до 19) | Марсель                                         |
| | - Гебрейесус 40′ - Ахамада 66′ - Бензиан 76′ | (отчёт) |              | Стадион: «Стад ОМ Кампус» Судья: Вильям Лаплань |
| Олимпик Марсель (до 19): Вилон Гесо, Думенг (Авазери, 64'), Бульмо, Саид-Ммади, Антунес, Бензиан, Тункади, Ахамада, Гебрейесус (Ассад, 77'), Сеха (Согло, 63'), Стерналь (Селлами, 77'). |                                              |         |              |                                                 |

| 20 ноября 2022 13 тур | Эр Бель (до 19) | –:–     | Олимпик Марсель (до 19) | Марсель                                             |
|                       |                 | (отчёт) |                         | Стадион: «Стад де ла Помм» Судья: Жан-Клод Цуккетто |

| 27 ноября 2022 14 тур | Олимпик Марсель (до 19) | –:–     | Тулуза (до 19) | Марсель                   |
|                       |                         | (отчёт) |                | Стадион: «Стад ОМ Кампус» |

| 4 декабря 2022 15 тур | Истр (до 19) | –:–     | Олимпик Марсель (до 19) | Фос-сюр-Мер              |
|                       |              | (отчёт) |                         | Стадион: «Стад Парсемен» |

| 15 декабря 2022 16 тур | Олимпик Марсель (до 19) | –:–     | Бланьяк (до 19) | Марсель                   |
|                        |                         | (отчёт) |                 | Стадион: «Стад ОМ Кампус» |

| 22 января 2023 17 тур | Сент-Этьен (до 19) | –:–     | Олимпик Марсель (до 19) | Фос-сюр-Мер              |
|                       |                    | (отчёт) |                         | Стадион: «Стад Парсемен» |

| 5 февраля 2023 18 тур | Монако (до 19) | –:–     | Олимпик Марсель (до 19) | Босолей                               |
|                       |                | (отчёт) |                         | Стадион: «Потомственного принца Жака» |

| 12 февраля 2023 19 тур | Олимпик Марсель (до 19) | –:–     | Монпелье (до 19) | Марсель                   |
|                        |                         | (отчёт) |                  | Стадион: «Стад ОМ Кампус» |

| 5 марта 2023 20 тур | Безье (до 19) | –:–     | Олимпик Марсель (до 19) | Безье                           |
|                     |               | (отчёт) |                         | Стадион: «Стад де ла Президент» |

| 26 марта 2023 21 тур | Олимпик Марсель (до 19) | –:–     | Аяччо (до 19) | Марсель                   |
|                      |                         | (отчёт) |               | Стадион: «Стад ОМ Кампус» |

| 2 апреля 2023 22 тур | Бастия (до 19) | –:–     | Олимпик Марсель (до 19) | Бастия                      |
|                      |                | (отчёт) |                         | Стадион: «Стад де Вольпажо» |

| 16 апреля 2023 23 тур | Олимпик Марсель (до 19) | –:–     | Коломье (до 19) | Марсель                   |
|                       |                         | (отчёт) |                 | Стадион: «Стад ОМ Кампус» |

| 23 апреля 2023 24 тур | Канн (до 19) | –:–     | Олимпик Марсель (до 19) | Канны                         |
|                       |              | (отчёт) |                         | Стадион: «Стад Морис Шевалье» |

| 7 мая 2023 25 тур | Олимпик Марсель (до 19) | –:–     | Эр Бель (до 19) | Марсель                   |
|                   |                         | (отчёт) |                 | Стадион: «Стад ОМ Кампус» |

| 14 мая 2023 26 тур | Ницца (до 19) | –:–     | Олимпик Марсель (до 19) | Ницца                             |
|                    |               | (отчёт) |                         | Стадион: «Стад де ла Плен дю Вар» |

##### Турнирная таблица. Группа D
| № | Клуб                    | И  | В | Н | П | МЗ | МП | РМ | О  |
| - | ----------------------- | -- | - | - | - | -- | -- | -- | -- |
| 3 | Монпелье (до 19)        | 12 | 6 | 4 | 2 | 17 | 9  | +8 | 22 |
| 4 | Безье (до 19)           | 12 | 6 | 4 | 2 | 21 | 13 | +8 | 22 |
| 5 | Олимпик Марсель (до 19) | 12 | 6 | 3 | 3 | 27 | 19 | +8 | 21 |
| 6 | Эр Бель (до 19)         | 12 | 6 | 1 | 5 | 15 | 18 | -3 | 19 |
| 7 | Аяччо (до 19)           | 12 | 6 | 1 | 5 | 17 | 17 | 0  | 19 |

Обновлено для матчей, сыгранных на 14 ноября 2022. Источник: FFF.

#### Юношеская лига УЕФА
Групповой этап
| Поз | Команда                   | И | В | Н | П | МЗ | МП | РМ  | О  | Квалификация            |
| --- | ------------------------- | - | - | - | - | -- | -- | --- | -- | ----------------------- |
| 1   | Спортинг (до 19)          | 6 | 4 | 2 | 0 | 13 | 3  | +10 | 14 | Выход в 1/8 финала      |
| 2   | Айнтрахт (до 19)          | 6 | 3 | 2 | 1 | 9  | 6  | +3  | 11 | Квалификация в плей-офф |
| 3   | Тоттенхэм Хотспур (до 19) | 6 | 2 | 0 | 4 | 9  | 10 | −1  | 6  |                         |
| 4   | Олимпик Марсель (до 19)   | 6 | 0 | 2 | 4 | 5  | 17 | −12 | 2  |                         |

| 28 августа 2022 1 тур | Тоттенхэм Хотспур (до 19)             | 3:0     | Олимпик Марсель (до 19) | Энфилд, Лондон                                                |
| | - Донли 16′ (пен.) - Уильямс 32′, 50′ | (отчёт) |                         | Стадион: Тренировочный центр «Тоттенхэм» Судья: Якоб Суннберг |
| Олимпик Марсель (до 19): ван Нек, Бульмо, Саид-Ммади (к), Мохамед, Каприс (Тункади, 78'), Согло, Дау (Думенг, 79'), Го, Ассад (Люкоки, 60'), Рау (Беньяхия-Тани, 66'), Гебрейесус. |                                       |         |                         |                                                               |

| 13 сентября 2022 2 тур | Олимпик Марсель (до 19)                        | 2:2     | Айнтрахт (до 19)        | Марсель                                       |
| | - Саид-Ммади 21′ - Дау 31' 68' - ван Нек 90+7′ | (отчёт) | - Вениг 9′ - Бобсон 60′ | Стадион: «Стад ОМ Кампус 1» Судья: Сесар Сото |
| Олимпик Марсель (до 19): ван Нек, Каприс, Саид-Ммади (к), Бульмо, Мохамед (Авазери, 83'), Траоре (Тункади, 56'), Дау, Гебрейесус, Рау (Думенг, 75'), Мюге (Ассад, 56'), Люкоки (Сиссе, 83'). |                                                |         |                         |                                               |

| 4 октября 2022 3 тур | Олимпик Марсель (до 19) | 0:6     | Спортинг (до 19)                                                                                          | Марсель                                          |
| |                         | (отчёт) | - Родригу Рибейру 26′, 49′, 52′ - Самуэл Жушту 40′ - Матеуш 41′ - Афонсу Морейра 59′ - Давид Монтейру 70' | Стадион: «Стад ОМ Кампус 1» Судья: Каспар Шеберг |
| Олимпик Марсель (до 19): ван Нек, Ньякосси (Думенг, 74'), Саид-Ммади (к), Мохамед (Люкоки, 46'), Адари (Бульмо, 46'), Согло, Траоре, Бертельи (Ассад, 52'), Каприс, Гебрейесус, Беньяхия-Тани (Рау, 67'). |                         |         | |                                                  |

| 12 октября 2022 4 тур | Спортинг (до 19)                                      | 1:1     | Олимпик Марсель (до 19) | Алкошети                                         |
| | - Матеуш 41' - Жилберту Батишта 51′ - Диогу Пинту 62' | (отчёт) | - Дессю 66′             | Стадион: «Аурелиу Перейра» Судья: Кристофер Ягер |
| Олимпик Марсель (до 19): ван Нек, Каприс, Ньякосси, Саид-Ммади (к), Мохамед (Думенг, 46'), Траоре, Дау (Бертельи, 78'), Гебрейесус (Ляфон, 80'), Ассад (Авазери, 46'), Мюге, Беньяхия-Тани (Дессю, 61'). |                                                       |         |                         |                                                  |

| 26 октября 2022 5 тур | Айнтрахт              | 2:0     | Олимпик Марсель (до 19) | Драйайх                                                |
| | - Луне 5′ - Авуси 83′ | (отчёт) |                         | Стадион: Спортивный парк «Драйайх» Судья: Михал Оченаш |
| Айнтрахт: ван Нек, Каприс, Ньякосси, Саид-Ммади (к), Мохамед, Траоре, Дау (Ляфон, 80'), Мюге, Бертельи (Люкоки, 46'), Гебрейесус (Клеман, 87'), Дессю (Ассад, 69'). |                       |         |                         |                                                        |

| 1 ноября 2022 6 тур | Олимпик Марсель (до 19)         | 2:3     | Тоттенхэм Хотспур                    | Марсель                                          |
| | - Беньяхия-Тани 13′ - Ляфон 90′ | (отчёт) | - Мандл 2′ - Девайн 32′ - Аджайи 66′ | Стадион: «Стад ОМ Кампус 1» Судья: Саят Карабаев |
| Олимпик Марсель (до 19): ван Нек, Саид-Ммади (к), Ньякосси, Бульмо (Слимани, 60'), Гебрейесус (Ляфон, 60'), Траоре, Дау (Бертельи, 72'), Думенг, Беньяхия-Тани (Люкоки, 46'), Дессю (Ассад, 64'), Мюге. |                                 |         |                                      |                                                  |

### «Олимпик Марсель» (до 17 лет)

#### Юношеский чемпионат Франции (до 17 лет). Группа E
| 21 августа 2022 1 тур | Олимпик Марсель (до 17) | 1:1     | Тулуза (до 17) | Марсель                                          |
| | - Клеман 79′            | (отчёт) | - Ибаа 45′     | Стадион: «Стад ОМ Кампус» Судья: Дорьан Мартинес |
| Олимпик Марсель (до 17): Рёллу, Добенфельд (Санчес, 75'), Дубаль, Ассани, Слимани, Андрес (Абдалла, 65'), Клеман, Селлами, Маго (Т. Ммади, 75'), Ляфон, Стерналь. |                         |         |                |                                                  |

| 3 сентября 2022 2 тур | Истр (до 17)              | 2:1     | Олимпик Марсель (до 17) | Истр                                             |
| | - Мохамед 10′ - Палад 24′ | (отчёт) | - Безахаф 88′           | Стадион: «Стад Огюст Одибер» Судья: Тахар Шалаби |
| Олимпик Марсель (до 17): Рёллу, Добенфельд (Абдалла, 70'), Дубаль (Тригано, 40'), Ассани (Андрес, 70'), Санчес, Селлами, Клеман, Маго, Т. Ммади (Безахаф, 70'), Маго, Ляфон, Стерналь. |                           |         |                         |                                                  |

| 10 сентября 2022 3 тур | Олимпик Марсель (до 17)                                 | 5:0     | Веден (до 17) | Марсель                                       |
| | - Маго 79′ - Ляфон 49′ - Стерналь 65′, 90′ - Клеман 90′ | (отчёт) |               | Стадион: «Стад ОМ Кампус» Судья: Лео Парренен |
| Олимпик Марсель (до 17): Рёллу, Добенфельд (Дюпон, 62'), Дубаль (Безахаф, 45'), Ассани, Санчес, Андрес (Бакола, 62'), Стерналь, Селлами (Т. Ммади, 45'), Маго, Ляфон, Стерналь. |                                                         |         |               |                                               |

| 17 сентября 2022 4 тур | Бордо (до 17) | 1:1     | Олимпик Марсель (до 17) | Ле-Айан                                                |
| | - Люсвеки 78′ | (отчёт) | - Ляфон 22′             | Стадион: «Спортивный центр Ле-Айан» Судья: Эвен Турньё |
| Олимпик Марсель (до 17): Рёллу, Добенфельд, Дубаль, Ассани (Дюпон, 69'), Слимани, Селлами, Бакола, Т. Ммади, Клеман, Ляфон (Абуханифа, 87'), Стерналь (Маго, 69'). |               |         |                         |                                                        |

| 25 сентября 2022 5 тур | Олимпик Марсель (до 17)                                                                               | 9:2     | Кане-ан-Руссийон (до 17)  | Марсель                                      |
| | - Ассани 8′ - Ляфон 33′ - Ммади 36′, 40′, 64′ - Стерналь 69′ - Кальме 80′ - Слимани 81′ - Селлами 85′ | (отчёт) | - Торрес 13′ - Жермен 77′ | Стадион: «Стад ОМ Кампус» Судья: Венсан Коло |
| Олимпик Марсель (до 17): Рёллу, Добенфельд (Бакола, 58'), Дубаль (Абдалла, 71'), Ассани, Слимани, Тригано, Т. Ммади (Кальме, 71'), Селлами, Клеман, Ляфон (Маго, 58'), Стерналь. | |         |                           |                                              |

| 2 октября 2022 6 тур | Олимпик Марсель (до 17)                  | 3:2     | Монпелье (до 17)         | Марсель                                          |
| | - Слимани 41′ - Клеман 53′ - Абдалла 54′ | (отчёт) | - Шобе 5′ - Азеддиуи 30′ | Стадион: «Стад ОМ Кампус» Судья: Дорьян Мартинес |
| Олимпик Марсель (до 17): Рёллу, Добенфельд (Безахаф, 21'), Дубаль, Ассани, Слимани, Селлами, Абдалла, Т. Ммади (Тригано, 78'), Клеман, Ляфон, Стерналь (Ахамада, 61'). |                                          |         |                          |                                                  |

| 9 октября 2022 7 тур | Же Тулузен (до 17)   | 2:6     | Олимпик Марсель (до 17)                                                   | Тулуза                                                     |
| | - Сина 39′ - Хуш 89′ | (отчёт) | - Бакола 14′ - Клеман 18′ - Абдалла 30′, 42′ - Стерналь 50′ - Ахамада 63′ | Стадион: «Спортивный комплекс Бордеруж» Судья: Ноа Фонтено |
| Олимпик Марсель (до 17): Рёллу, Безахаф, Дубаль (Абуханифа, 46'), Санчес (Дюпон, 66'), Слимани, Тригано, Абдалла (Ахамада, 60'), Бакола, Клеман, Ляфон (Т. Ммади, 60'), Стерналь. |                      |         |                                                                           |                                                            |

| 15 октября 2022 8 тур | Олимпик Марсель (до 17) | 0:0     | Родез (до 17) | Марсель                                       |
| |                         | (отчёт) |               | Стадион: «Стад ОМ Кампус» Судья: Дорьян Креши |
| Олимпик Марсель (до 17): Рёллу, Клеман, Безахаф, Дюпон (Санчес, 79'), Слимани, Тригано, Бакола (Абуханифа, 79'), Селлами, Ахамада (Дубаль, 56'), Т. Ммади (Абдалла, 68'), Стерналь. |                         |         |               |                                               |

| 22 октября 2022 9 тур | Мариньян-Жиньяк (до 17) | 1:2     | Олимпик Марсель (до 17)     | Жиньяк-ла-Нерт                                      |
| | - Робинан 24′           | (отчёт) | - Абдалла 54′ - Ахамада 61′ | Стадион: «Стад Арман Одибер» Судья: Хамза Бельбашир |
| Олимпик Марсель (до 17): Рёллу, Безахаф, Дубаль (Дюпон, 80'), Бен-Бубакер, Слимани, Тригано, Селлами (Ахамада, 46'), Бакола, Клеман (Абуханифа, 84'), Т. Ммади (Тана, 84'), Абдалла. |                         |         |                             |                                                     |

| 6 ноября 2022 10 тур | Олимпик Марсель (до 17) | –:–     | Бальма (до 17) | Марсель                                          |
|                      |                         | (отчёт) |                | Стадион: «Стад ОМ Кампус» Судья: Дорьян Мартинес |

#### Турнирная таблица. Группа E
| № | Клуб                    | И | В | Н | П | МЗ | МП | РМ  | О  |
| - | ----------------------- | - | - | - | - | -- | -- | --- | -- |
| 1 | Ним (до 17)             | 9 | 6 | 3 | 0 | 19 | 7  | +12 | 21 |
| 2 | Монпелье (до 17)        | 9 | 6 | 1 | 2 | 24 | 8  | +16 | 19 |
| 3 | Олимпик Марсель (до 17) | 9 | 5 | 3 | 1 | 28 | 11 | +17 | 18 |
| 4 | Тулуза (до 17)          | 9 | 5 | 3 | 1 | 18 | 7  | +11 | 18 |
| 5 | Бордо (до 17)           | 9 | 5 | 2 | 2 | 17 | 12 | +4  | 17 |

Обновлено для матчей, сыгранных на 22 октября 2022. Источник: FFF.